# Liste der Kulturdenkmale in Hainichen

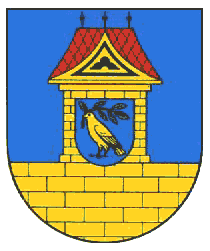
Wappen von Hainichen

In der Liste der Kulturdenkmale in Hainichen sind die Kulturdenkmale der sächsischen Stadt Hainichen verzeichnet, die bis April 2023 vom Landesamt für Denkmalpflege Sachsen erfasst wurden (ohne archäologische Kulturdenkmale). Die Anmerkungen sind zu beachten.
Diese Aufzählung ist eine Teilmenge der Liste der Kulturdenkmale im Landkreis Mittelsachsen.

## Hainichen
| Bild                                    | Bezeichnung | Lage | Datierung | Beschreibung | ID       |
| --------------------------------------- | --- | --- | --- | --- | -------- |
|                                         | Denkmalschutzgebiet Altstadt Hainichen (Vorschlag) | (Altstadt) (Karte) | Nach 1832 | Denkmalschutzgebiet Altstadt Hainichen (Vorschlag) | 09301351 |
| Weitere Bilder                          | Webschulgebäude in Ecklage | Albertstraße 1 (Karte) | Um 1910 | Zeittypischer Putzbau über Natursteinsockel, baugeschichtlich, städtebaulich und straßenbildprägend von Bedeutung. Dreigeschossig, Walmdach, Dacherker, Gurtgesims, Putzornamentik, T-Fenster mit achtfacher Glasteilung im Oberlicht. | 09229428 |
| Weitere Bilder                          | Katholische Kirche St. Bruder Konrad mit Kirchgarten und Einfriedung | Albertstraße 3 (Karte) | 1936–1937 | Rechteckiger Saalbau mit angebautem Turm von ortsgeschichtlichem und städtebaulichem Wert. Einfriedung: Bruchsteinmauer, teilweise geschnittene Hainbuchen-Hecke (Carpinus betulus). | 09229365 |
| Direkt Bild zu diesem Denkmal hochladen | Mietshaus in halboffener Bebauung | Albertstraße 5 (Karte) | 2. Hälfte 19. Jahrhundert | Putzbau mit Porphyrtuffgewänden und malerischem Holzerker, baugeschichtlich von Bedeutung. Satteldach, Gaupen mit Turmhelm, seitlicher Erker (Holz), Gurtgesims, Fenster- und Türgewände aus Porphyr, Eingangstreppe nach innen gelagert, Tür holzsichtig, Kreuzstockfenster (sechs Scheiben), Fensterläden im Erdgeschoss, alte Bäume im Garten. | 09229364 |
| Weitere Bilder                          | Rahmenberg (Sachgesamtheit) | Am Rahmenberg (Karte) | 16./17. Jahrhundert (Terrassierung) | Sachgesamtheit Rahmenberg mit folgendem Einzeldenkmal: Camera Obscura (09229463) sowie terrassenförmige Anlage; baugeschichtlich, technikgeschichtlich, landschaftsgestaltend und ortsgeschichtlich von Bedeutung. Steiler Hang mit Laubwald. Terrassen, auf denen die Weber ihre Rahmen aufstellten, sind deutlich zu erkennen (Rahmen wurden vereinzelt noch bis 1920 aufgestellt). | 09229462 |
| Weitere Bilder                          | Camera obscura (Einzeldenkmal der Sachgesamtheit 09229462) | Am Rahmenberg (Karte) | 1883 | Einzeldenkmal der Sachgesamtheit Rahmenberg; zwischen 1982 und 1985 umfassend saniert, baugeschichtlich und technikgeschichtlich von Bedeutung. Alte Geräte noch funktionstüchtig, äußere Hülle in den 1980er Jahren neu aufgebaut, Stifter war Kaufmann Richard Leonhardt aus Hainichen. | 09229463 |
| Direkt Bild zu diesem Denkmal hochladen | Keller-Wohnhaus mit Gedenktafel in offener Bebauung | Am Rahmenberg 4 (Karte) | Um 1833 | Obergeschoss Fachwerk, Wohnhaus von Friedrich Gottlob Keller (Erfinder des Holzschliffes), baugeschichtlich und ortsgeschichtlich von Bedeutung. In den steilen Hang des Rahmenberges hineingebaut, Satteldach, Fachwerk im Obergeschoss und im Giebel, Giebelspitze verbrettert, anderer Giebel verkleidet. Gedenktafel: schwarzer Marmor. | 09229464 |
|                                         | Wohnhaus in halboffener Bebauung | An den Stufen 1 (Karte) | 1664 | Kleinstädtisches Wohnhaus mit sehr alter erhaltener Fachwerkkonstruktion im Obergeschoss, bau- und stadtentwicklungsgeschichtlich von Bedeutung. Zweigeschossig, vier Achsen, Fachwerk-Obergeschoss, sehr schöne zweiflügelige Haustür, Satteldach mit sehr wuchtigem Dachausbau, dominante Lage, wichtig für Ortsbild. | 09229455 |
| Weitere Bilder                          | Wohnhaus in offener Bebauung mit terrassenförmig angelegtem Hausgarten | An den Stufen 2 (Karte) | 1. Hälfte 19. Jahrhundert | Putzbau mit ausgewogener Fassade und Porphyrgewänden im Erdgeschoss, Garten in Hanglage, baugeschichtlich und straßenbildprägend von Bedeutung. Satteldach, Giebel verschiefert, im Erdgeschoss Fenster- und Türgewände aus Porphyr, Terrassen im Garten mit Bruchstein ausgeführt. | 09229326 |
|                                         | Wohnhaus in offener Bebauung | An den Stufen 4 (Karte) | 1. Hälfte 19. Jahrhundert | Obergeschoss teils Fachwerk, verputzt und verschiefert, heimatgeschichtlich von Bedeutung. Satteldach, ein Giebel verschiefert, einer verbrettert, Fachwerk im Obergeschoss teilweise verputzt (über Haustür und vermutlich im Giebel), Fenster- und Türgewände aus Werkstein. | 09229325 |
| Direkt Bild zu diesem Denkmal hochladen | Wohnhaus in halboffener Bebauung | An den Stufen 5 (Karte) | 1. Hälfte 19. Jahrhundert | Obergeschoss Fachwerk verputzt, baugeschichtlich von Bedeutung. Vier Achsen, Satteldach, Erdgeschoss massiv, Tür- und Fenstergewände erhalten, wichtig als Teil eines Bauensembles. | 09229285 |
| Direkt Bild zu diesem Denkmal hochladen | Wohnhaus in offener Bebauung und Hanglage | An den Stufen 9 (Karte) | 1. Hälfte 19. Jahrhundert | Obergeschoss Fachwerk verputzt, baugeschichtlich von Bedeutung. Krüppelwalmdach, Giebel verschiefert, Hausterrasse (verputzt) mit Treppenaufgang (neue Stufen), mit Vorgarten. | 09229324 |
|                                         | Stadtmühle | An der Mühle 1 (Karte) | 18. Jahrhundert | Als Stadtmühle besondere stadt- und baugeschichtliche Bedeutung. Haus sah im oberen Bereich und Dach wie an der Mühle 5 aus. Der Dachstuhl des Mansarddachs wurde nur umgebaut. Es ist nicht ausgeschlossen, dass auch hier weiter oben Fachwerk war. August Schumann berichtet unter anderem (Vollständiges Staats-, Post- und Zeitungs-Lexikon von Sachsen, Band 3, 1816): „Zur Stadt gehört auch eine Mühle von drei Gängen.“ Der Mühlgraben der Kleinen Striegis ging nördlich vorbei. Bau im späten 19. Jahrhundert im oberen Bereich einschließlich Dach umgebaut, im Inneren wenig verändert, Reste der Technik. | 09304548 |
| Weitere Bilder                          | Ehemaliges Innungshaus (Meisterhaus der Tuchmacher, Tuchmacherhaus) in offener Bebauung, heute Museum mit Handweberei | An der Mühle 5 (Karte) | Bezeichnet mit 1784 | Obergeschoss Fachwerk, stattlicher Fachwerkbau, baugeschichtlich, ortsgeschichtlich und straßenbildprägend von Bedeutung. Mansarddach mit Krüppelwalm, stehende Dachfenster im Mansardteil, Fachwerk im Obergeschoss und in beiden Giebeln, im Erdgeschoss Fenstergewände und Stichbogenportal aus Porphyr, Handwerkszeichen und Inschrift im Schlussstein: „Das Mstr. Hauß eines Löbl. Tuchmacher Handwerks 1784“. | 09229310 |
|                                         | Wohnhaus mit Schmiede in halboffener Bebauung | Badergasse 2 (Karte) | Bezeichnet mit 1832 | Obergeschoss Fachwerk verputzt, bau- und ortsgeschichtlich von Bedeutung. Krüppelwalmdach, Fenster- und Türgewände aus Werkstein, zweiter Türstock am Seiteneingang, Schmiede heute als Werkstatt genutzt. | 09229288 |
|                                         | Wohnhaus in Ecklage | Badergasse 4 (Karte) | Bezeichnet mit 1832 | Breit gelagerter zweigeschossiger Putzbau mit Krüppelwalmdach, baugeschichtlich von Bedeutung | 09301339 |
| Weitere Bilder                          | Denkmal für die Opfer des Faschismus | Bahnhofsplatz (Karte) | 1976 | Betonwand mit plastischem Streifenrelief und Dreieckssymbol der Opfer des Faschismus/Verfolgten des Naziregimes, geschichtlich von Bedeutung. Dreieckssymbol aus Chromnickelstahl, Inschrift „Gedenken – Mahnen“. | 09229446 |
|                                         | Mietshaus in geschlossener Bebauung | Bahnhofsplatz 2 (Karte) | 2. Hälfte 19. Jahrhundert | Historisierende Putzfassade, baugeschichtlich von Bedeutung. Satteldach, drei Gaupen, Dreiecks-Fensterbedachungen, Rundbogenfenster und Rundbogenportal im Erdgeschoss, im Obergeschoss T-Fenster mit weiterer Glasteilung, Haustür mit Schmuckgitter. | 09229448 |
| Weitere Bilder                          | Empfangsgebäude des Bahnhofs Hainichen, mit Bahnsteigüberdachung | Bahnhofsplatz 6 (Karte) | 1868 | Typenbau der Bahnstrecke Roßwein–Niederwiesa (6620; sä. RW; Striegistalbahn) in gutem Originalzustand, von großer stadtentwicklungs- sowie verkehrsgeschichtlicher Bedeutung | 09229443 |
| Weitere Bilder                          | Sparkassen- und Verwaltungsgebäude mit Café Naschkatze in Ecklage | Bahnhofstraße 1 (Karte) | 1926–1927 | Stattlicher Putzbau mit reicher Fassadengliederung im Stil des Art decó, baugeschichtlich und platzbildprägend von Bedeutung. Bemerkenswert das Portal zum Ratskeller: rechts und links der Türe je sechs Felder mit den Zeichen der in Hainichen betriebenen Gewerke, desgleichen im Bogenfeld über Tür, Eingangsbereich mit Keramikfliesen ausgestaltet, Ratskeller-Festsaal nicht mehr vorhanden (nach Auskunft der Café-Betreiberin zu Wohnungen umgebaut). | 09229423 |
| Direkt Bild zu diesem Denkmal hochladen | Wohnhaus in geschlossener Bebauung | Bahnhofstraße 9 (Karte) | Bezeichnet mit 1832 | Obergeschoss Fachwerk verputzt, baugeschichtlich von Bedeutung. Satteldach, zwei Gaupen, Fenster- und Türgewände aus Porphyr, Fenster mit profilierter Mittelleiste. | 09229427 |
| Weitere Bilder                          | Fabrikantenvilla mit Garten und Einfriedung | Bahnhofstraße 35 (Karte) | Um 1900 | Putzbau mit übergiebeltem Mittelrisalit und Putzgliederung, baugeschichtlich von Bedeutung. Mittelrisalit, Dreiecksgiebel und Dreiecksfensterüberdachungen, Vorhaus mit Säulen, Haustür im Stil der Zeit, Farbglasscheiben. | 09229425 |
| Direkt Bild zu diesem Denkmal hochladen | Wohnhaus in halboffener Bebauung und Ecklage | Bergstraße 2 (Karte) | Um 1833 | Obergeschoss Fachwerk verputzt, baugeschichtlich und städtebaulich von Bedeutung. Krüppelwalmdach, Fenster- und Türgewände aus Porphyr. | 09229330 |
| Direkt Bild zu diesem Denkmal hochladen | Wohnhaus in geschlossener Bebauung | Bergstraße 4 (Karte) | 1832 | Obergeschoss Fachwerk verkleidet, baugeschichtlich und städtebaulich von Bedeutung. Erdgeschoss massiv, originale Fenster- und Türgewände, Datierung an Türstock, Fenster und Türen verändert. | 09229743 |
| Direkt Bild zu diesem Denkmal hochladen | Fabrikantenvilla mit Garten und Eingangstor | Berthelsdorfer Straße 1 (Karte) | 1934 | Zur Roßhaarfabrik gehörig, zeittypischer Putzbau mit Walmdach, baugeschichtlich von Bedeutung. Walmdach, Dreiecksgiebel mittig, Putzornamentik, schmiedeeisernes Gartentor. | 09229386 |
| Direkt Bild zu diesem Denkmal hochladen | Fabrikantenvilla und Villengarten | Berthelsdorfer Straße 6 (Karte) | 1887 laut Bauakte | Historisierender Putzbau, sehr gut erhaltener gründerzeitlicher Villengarten, baugeschichtlich und gartenkünstlerisch von Bedeutung. - Villa: Neoklassizismus - Villengarten: großzügiger Villengarten vom Ende des 19. Jahrhunderts - Bauliche Schutzgüter: - Erschließung: - Zugänge: Zufahrt von der Berthelsdorfer Straße - Wegesystem: wassergebundene Decken, Rundweg um die Villa, bogenförmig und symmetrisch zu den Achsen des Gebäudes verlaufende Wege südlich und östlich der Villa, nördlich der Villa vom Haupteingang ausgehender zentraler Weg in den Rosengarten mit kleiner Treppe sowie bogenförmig um den Rosengarten führender Weg - Ausstattung: erhöhter runder Sitzplatz mit Steinfassung in der Südostecke des Gartens, von zwei halbrunden Treppen erschlossen - Vegetation: - alter Baumbestand - Einzelbäume: Magnolie nordöstlich der Villa - Sträucher: üppiger Rhododendron südlich der Villa eine gepflasterte Fläche unterhalb der Terrasse begrenzend, zwei große Rhododendren östlich der Villa links und rechts eines Rosenbeets, den Blick von der Berthelsdorfer Straße auf die Villa freihaltend, Rhododendron östlich des Nordeingangs - Obstgehölze an der nördlichen und nordwestlichen Grenze - Rosengarten nördlich der Villa mit zwei Rankgerüsten, Rundbeet sowie zwei parallel zu Weg liegende langgestreckte Beete mit Rosen und Lavendel - Beeinträchtigungen: - Parkplatz in der Nord-Ost-Ecke des Grundstücks - Garten westlich der Villa verändert (Stützmauer 2006), dort ursprüngliche Gestaltung nicht mehr erkennbar | 09229389 |
| Direkt Bild zu diesem Denkmal hochladen | Vierseithof mit Wohnstallhaus, zwei Seitengebäuden, Scheune, Bergkeller und Obstgarten sowie Einfriedung | Berthelsdorfer Straße 33 (Karte) | 18. Jahrhundert | Geschlossen erhaltene Hofanlage in Fachwerkbauweise, baugeschichtlich, wirtschaftsgeschichtlich und sozialgeschichtlich von Bedeutung. - nordöstliches Wohnstallhaus: Satteldach, Giebel verschiefert, Hofseite modernisiert, rückwärtig Fachwerk im Obergeschoss - südöstliches Seitengebäude: Satteldach, Tordurchfahrt zum Feld, Fachwerk im Obergeschoss und in der Durchfahrt, Taubenschlag, alte Fenster - nordwestliches Seitengebäude: Satteldach, Tordurchfahrt zur Straße, Fachwerk im Obergeschoss und in Durchfahrt, Porphyrgewände im Obergeschoss, Taubenschlag, alte Fenster, Holztor - südwestliche Scheune: Satteldach, Fachwerk, Hof unversiegelt - Pflasterung mit Rinnstein vor Wohnstallhaus, Holzlattenzaun | 09229394 |
| Direkt Bild zu diesem Denkmal hochladen | Wohnstallhaus | Berthelsdorfer Straße 54 (Karte) | 1. Hälfte 19. Jahrhundert | Obergeschoss Fachwerk, bau- und sozialgeschichtlich von Bedeutung. Satteldach, Kreuzstockfenster (sechs Scheiben), Türstock fehlt. | 09229380 |
| Direkt Bild zu diesem Denkmal hochladen | Westliches Wohnstallhaus eines Vierseithofes | Berthelsdorfer Straße 68b (Karte) | Bezeichnet mit 1825 | Obergeschoss Fachwerk, bau- und wirtschaftsgeschichtlich von Bedeutung. Satteldach, Giebel verschiefert, Fachwerk im Obergeschoss, im Erdgeschoss baulich verändert, rückwärtig mit Asbest verkleidet. Scheune und zwei Seitengebäude Streichung 2014, da keine denkmalgerechte Sanierung und massive Umbauten an allen drei Gebäuden: - 1. Seitengebäude: Fachwerk im Obergeschoss und im Giebel - 2. Seitengebäude: Fachwerk im Obergeschoss, rückwärtig verbrettert, markanter Giebel - Scheune hofseitig: neu aufgebaut, rückwärtig verbrettert | 09229379 |
| Direkt Bild zu diesem Denkmal hochladen | Wohnhaus | Berthelsdorfer Straße 77 (Karte) | 1. Hälfte 19. Jahrhundert | Obergeschoss Fachwerk verputzt, Giebel verschiefert, baugeschichtlich von Bedeutung. Satteldach, Giebel verschiefert, Porphyr-Fenstergewände, teilweise Kreuzstockfenster (sechs Scheiben), Haustür holzsichtig. | 09229383 |
| Direkt Bild zu diesem Denkmal hochladen | Denkmal für die Gefallenen des Ersten Weltkrieges | Berthelsdorfer Straße 97 (Karte) | Nach 1920 | Ortsgeschichtlich von Bedeutung, schmuckloser Obelisk | 09229553 |
| Direkt Bild zu diesem Denkmal hochladen | Nördliches und südliches Seitengebäude eines ehemaligen Vierseithofes | Berthelsdorfer Straße 100 (Karte) | Um 1900 | Beide Gebäude in Fachwerkbauweise, baugeschichtlich von Bedeutung. - nördliches Seitengebäude: Fachwerk im Obergeschoss (mit Ziegel ausgesetzt), Schößchenfenster im Obergeschoss, Segmentbögen im Erdgeschoss - südliches Seitengebäude: Fachwerk im Obergeschoss (mit Ziegel ausgesetzt), Kreuzstockfenster im Obergeschoss, Segmentbögen im Erdgeschoss Wohnhaus modernisiert, Fachwerk aufgebrettert, kein Denkmal, Scheune im Abbruch. | 09229373 |
| Direkt Bild zu diesem Denkmal hochladen | Wohnhaus in offener Bebauung und gegenüber liegendes Werkstattgebäude | Berthelsdorfer Straße 101 (Karte) | 19. Jahrhundert | Wohnhaus Obergeschoss Fachwerk verkleidet, massives Werkstattgebäude eventuell ehemalige Schmiede, baugeschichtlich von Bedeutung. - Wohnhaus: Satteldach, rückwärtig Anbau, Obergeschoss verschiefert (Preolit), vermutlich Fachwerk im Obergeschoss und im Giebel, Fenstergewände und Türstock aus Werkstein, Klappläden im Erdgeschoss - Werkstatt: massiv, Satteldach, Heuaufzug zur Straße, früher Gasthof (eventuell ältester des Ortes). | 09229378 |
| Direkt Bild zu diesem Denkmal hochladen | Vierseithof mit westlichem Wohnstallhaus, nördlichem und südlichem Seitengebäude, östlicher Scheune und Bergkeller | Berthelsdorfer Straße 103 (Karte) | 19. Jahrhundert | Bis auf südliches Seitengebäude alle Hofbauten in Fachwerkbauweise, bau-, wirtschafts- und sozialgeschichtlich von Bedeutung. - Wohnstallhaus: Satteldach, Fachwerk im Obergeschoss, rechter Teil modernisiert (1960er Jahre) - 1. Seitengebäude: Fachwerk im Obergeschoss - 2. Seitengebäude: 1934 neu errichtet - Scheune: Fachwerk im Obergeschoss, Giebel verschiefert, Feldeinfahrt mit Rundbogen (Ziegel) - hinter dem Hof gemauerter Bergkeller, im Hof Amboss vom Nachbargrundstück (ehemalige Schmiede) | 09229377 |
| Direkt Bild zu diesem Denkmal hochladen | Wohnhaus des ehemaligen Erbgerichtshofes | Berthelsdorfer Straße 106 (Karte) | Bezeichnet mit 1707 | Stattlicher, breit gelagerter Bau mit bildprägendem Mansarddach mit Schopf, bau-, haus- und ortsgeschichtlich von Bedeutung. Hohes Mansarddach mit Krüppelwalm, Fachwerk im Obergeschoss verputzt, ein Giebel verschiefert, einer verputzt (Gefache der Giebel nicht ausgesetzt, nur verbrettert), Erdgeschoss mit starkem Bruchsteinmauerwerk, Kreuzgratgewölbe mit Säulen im Hausflur, im Treppenhaus und in den Erdgeschoss-Räumen, Porphyr-Fenstergewände im Erdgeschoss, Eingang verlegt, Schlussstein erhalten, Nordgiebel verändert (Rundbogenfenster im Erdgeschoss). | 09229374 |
| Direkt Bild zu diesem Denkmal hochladen | Westliches Wohnstallhaus und südliches Seitengebäude eines Bauernhofes | Berthelsdorfer Straße 109 (Karte) | Bezeichnet mit 1844 | Beide Gebäude in Fachwerkbauweise, baugeschichtlich und wirtschaftsgeschichtlich von Bedeutung, sämtliche Gebäude mit Satteldach. - Wohnstallhaus: hofseitig Fachwerk im Obergeschoss, Gebäude in der Kubatur vollkommen erhalten, Stallteil mit neuen Holzsprossenfenstern, Holzbalkendecke im Erdgeschoss, Fenster- und Türgewände aus Porphyr - südliches Seitengebäude: Fachwerk im Obergeschoss, Ziegel im Erdgeschoss, vermutlich spätes 19. Jahrhundert Nördliches Seitengebäude massiv, vermutlich spätes 19. Jahrhundert, Streichung 2014, kein ausreichender Denkmalwert vorhanden. | 09229376 |
| Direkt Bild zu diesem Denkmal hochladen | Bogenbrücke über die Kleine Striegis | Berthelsdorfer Straße 109 (bei) (Karte) | Um 1920 | Baugeschichtlich von Bedeutung, Naturstein, vermutlich an der Nordseite verändert | 09229331 |
| Direkt Bild zu diesem Denkmal hochladen | Häusleranwesen | Berthelsdorfer Straße 115 (Karte) | Mitte 19. Jahrhundert | Traditionelles Fachwerkwohnhaus mit massivem Erdgeschoss und verkleidetem Fachwerkobergeschoss, baugeschichtlich von Bedeutung. Satteldach, Obergeschoss verschiefert, rückwärtig verbrettert, Giebel verschiefert, Fenster- und Türgewände aus Porphyr (rückwärtig zweiter Türstock), T-Fenster, im Erdgeschoss teilweise Kreuzstockfenster (sechs Scheiben), Fenster im Erdgeschoss des Südgiebels zugesetzt, zwei Linden vor dem Eingang. | 09229375 |
| Direkt Bild zu diesem Denkmal hochladen | Bogenbrücke über die Kleine Striegis | Berthelsdorfer Straße 117 (vor) (Karte) | Um 1850 | Zugang zum Hof, baugeschichtlich von Bedeutung, senkrechte Bruchsteinplatten | 09229674 |
| Weitere Bilder                          | Wohnhaus in halboffener Bebauung | Brauhofstraße 6 (Karte) | Um 1768 | Barocker Putzbau, baugeschichtlich und straßenbildprägend von Bedeutung. Mansarddach, Giebel verputzt, Fenster- und Türgewände aus Porphyr, vermutlich barocker Kern. | 09229334 |
| Weitere Bilder                          | Wohnhaus in geschlossener Bebauung mit Hinterhaus | Brauhofstraße 7 (Karte) | Um 1800 (Wohnhaus); 1. Hälfte 19. Jahrhundert (Hinterhaus) | Wohnhaus barocker Putzbau, Nebengebäude mit Fachwerkobergeschoss, baugeschichtlich und straßenbildprägend von Bedeutung. - Wohnhaus: Fachwerk-Obergeschoss eventuell, zweigeschossig, Mansarddach, Stichbogenportal, zweiflügelige Haustür mit Oberlicht, Fassade teilweise verändert - Hinterhaus: Fachwerk-Obergeschoss verkleidet bzw. verschiefert, Satteldach, Erdgeschoss massiv, Stichbogenportal, originale zweiflügelige Haustür mit Oberlicht, Fachwerk teilweise schadhaft | 09229452 |
| Weitere Bilder                          | Wohnhaus in halboffener Bebauung mit seitlichem Anbau | Brauhofstraße 8 (Karte) | Bezeichnet mit 1768 | Barocker Putzbau, baugeschichtlich und straßenbildprägend von Bedeutung. - Wohnhaus: Mansarddach, Giebel verschiefert, Fenster- und Türgewände Porphyr, vermutlich barocker Kern - Anbau: zweigeschossig, Satteldach, Obergeschoss schieferverkleidet, vermutlich baueinheitlich mit dem Wohnhaus | 09229335 |
| Weitere Bilder                          | Ehemaliges Leineweber-Innungshaus | Brauhofstraße 10 (Karte) | 2. Hälfte 18. Jahrhundert | Heute Wohnhaus, bau- und stadtgeschichtlich bedeutsamer Putzbau mit reichem originalen Baubestand. Zweigeschossig, mehrfach verändert und überformt, so Mitte 19. Jahrhundert Fassadengestaltung, dann 1905/10 und eventuell 1920er Veränderungen, nur Hauptgebäude Denkmal, Mittelrisalit, drei Achsen, seitlich zwei Achsen, Mansarddach mit Schopf, erstes Obergeschoss mit waagerechter Fensterverdachung, volutenartige Kragsteine, Sohlbänke vorkragend, waagerechtes Gebälk über Hauseingang mit volutenartigen Kragsteinen, darüber Wappenschild mit Spulen als Hinweis auf Nutzung als Leineweber-Innungshaus, vermutlich ursprünglich Leineweber-Innungshaus, im Inneren Fensterlaibungen mit Korbbögen als Abschluss, verkröpftes Gurtgesims, Mittelrisalit mit Dreieckgiebelabschluss, Wappen: Weberschiffchen und Löwendarstellung, Schleppgauben wahrscheinlich nachträglich, Dachstuhl zumindest teilweise erneuert, Denkmalwert: stadtgeschichtliche Bedeutung, guter Originalzustand, künstlerische Qualität, zweite Giebelseite mit fünf Achsen, Haus wahrscheinlich winkelförmiger Grundriss, Gewände Porphyrtuff (Hilbersdorfer). | 09229263 |
| Direkt Bild zu diesem Denkmal hochladen | Bogenbrücke über die Striegis | Brückenstraße (Karte) | Bezeichnet mit 1867 | Baugeschichtlich von Bedeutung, Bruchsteinmauerwerk | 09229309 |
| Weitere Bilder                          | Wohnhaus in Ecklage | Brückenstraße 1 (Karte) | 2. Hälfte 19. Jahrhundert | Historisierender Putzbau mit Stufengiebel, baugeschichtlich und straßenbildprägend von Bedeutung. Eckhaus, älterer Kern überbaut (Neorenaissance), zwei Hechtgaupen mit später eingebautem Dacherker (Treppen-Giebel), ein weiterer Treppen-Giebel zum Markt, Fensterbedachung (Dreiecksgiebel), Fensterbankgesims, rückwärtig Biedermeier-Tür. | 09229308 |
| Direkt Bild zu diesem Denkmal hochladen | Ehemaliges Spinnereigebäude (Brüderstraße 6) mit angebautem Seitengebäude und Hinterhaus (Mühlgraben 1c) | Brüderstraße 6 (Mühlgraben 1c) (Karte) | 1844 | Später Wollwarenfabrik mit Wohn-, Produktions- und Lagergebäuden, heute Wohnhaus, authentisch erhaltenes Gebäudeensemble von geschichtlicher Bedeutung. - Ehemaliges Spinnereigebäude, heute Wohnhaus: 1747 erbaut laut Brandkataster, 1785 von Emanuel Grahl ohne Seiten- und Hintergebäude gekauft, offensichtlich im beginnenden 19. Jahrhundert als Wohn- und Fabrikationsgebäude genutzt, im Brandkataster findet sich 1851 der Eintrag, dass das Wohnhaus 1844 erbaut wurde, es ist anzunehmen, dass der Vorgängerbau von 1747 zuvor abgebrochen wurde, 1871 laut Bauakte Erweiterung und eventuell Umbau des Spinnereigebäudes in heutiger Form, dabei wurde im Erdgeschoss offensichtlich ein Kontor und Warenlager (?) eingerichtet, vermutlich wurde das Gebäude giebelseitig mit nur einer Türöffnung und drei Fensterachsen im Erdgeschoss erweitert und eventuell aufgestockt. dreigeschossiger Putzbau über rechteckigem Grundriss mit Satteldachabschluss, hofseitige Erweiterung, Straßenfassade ursprünglich zehn Fensterachsen, heute neun Achsen im 1. Obergeschoss, ursprünglich im Erdgeschoss zwei Eingänge, heute nur ein Hauseingang, die ursprüngliche Fassadengestaltung mit waagerechten Fensterverdachungen nicht erhalten, Haustür vermutlich 1871, im Inneren teilweise noch Türen von 1871 sowie Treppenhaus – einläufig gewendelt – aus dieser Zeit. - Seitengebäude: dreigeschossiger einfacher Putzbau, vermutlich 1844 errichtet, vermutlich Pferdestall und Kohlenschuppengebäude mit eingebautem Holzschuppen, 1857 Umbau (eventuell Aufstockung), später überformt - Hinterhaus: sehr guter Originalzustand, zweigeschossiger Putzbau über rechteckigem Grundriss mit Satteldach, im Erdgeschoss Fenstergewände und Türportal aus Bauzeit erhalten, ebenso Haustüren, im Inneren Fensterlaibungen mit Korbbögen, offensichtlich 1844 als Färbereigebäude mit eingebautem Arbeitslokal gebaut, allerdings werden 1834 im Brandkataster sowohl das Hintergebäude als auch das Seitengebäude aufgeführt, so dass die ebenfalls im Brandkataster genannte Neuerrichtung dieser Gebäude im Jahre 1844 unter Einbeziehung der um 1834 errichteten Vorgängerbauten erfolgte. Der Komplex wurde zunächst als Wohnhaus, dann als Leineweberei, später als Wollwarenfabrik genutzt. | 08967651 |
| Direkt Bild zu diesem Denkmal hochladen | Wohnhaus in geschlossener Bebauung | Brüderstraße 10 (Karte) | Um 1843 | Ausgewogene Putzfassade mit doppelläufigem Gurtgesims und Drempel sowie aufwändigem Portal, baugeschichtlich und städtebaulich von Bedeutung. Satteldach, Attikageschoss, Fenstergewände und Portal aus Porphyr, schönes altes Holztor, Messing-Türklinke. | 09229341 |
| Direkt Bild zu diesem Denkmal hochladen | Wohnhaus in geschlossener Bebauung | Brüderstraße 12 (Karte) | Bezeichnet mit 1843 | Putzbau mit Porphyrtuffgewänden, baugeschichtlich und städtebaulich von Bedeutung. Satteldach, zwei Hechtgaupen, Fenstergewände und Türstock aus Pophyr, originale Haustüre, T-Fenster mit weiterer Glasteilung. | 09229340 |
|                                         | Haustür | Brüderstraße 18 (Karte) | Bezeichnet mit 1844 | Original erhaltenes Türblatt aus der Zeit des Biedermeier, handwerklich-künstlerisch von Bedeutung. Satteldach, Hechtgaupe, Fenstergewände und Türstock aus Porphyr, originale Haustüre. | 09229338 |
| Direkt Bild zu diesem Denkmal hochladen | Wohnhaus in halboffener Bebauung | Brüderstraße 21 (Karte) | Anfang 19. Jahrhundert | Original erhaltenes Wohnhaus des beginnenden 19. Jahrhunderts, baugeschichtlich von Bedeutung. Zweigeschossiger Putzbau mit Drempel, Hauseingang Traufseite seitlich, Satteldach mit Dachhecht, Fenster nicht vorbildgerecht erneuert, Hauseingang mit waagerechter Verdachung. | 09300882 |
| Weitere Bilder                          | Wohnhaus in offener Bebauung und Ecklage | Dammstraße 2 (Karte) | 18. Jahrhundert | Stattlicher Bau mit hohem Krüppelwalmdach, baugeschichtlich und straßenbildprägend von Bedeutung. Eckhaus, Krüppelwalmdach, Fachwerk im Obergeschoss verputzt, Porphyr-Fenstergewände. | 09229286 |
| Weitere Bilder                          | Ehemaliges Technikum und Reichsbahnamt | Ernst-Thälmann-Straße 5 (Karte) | 1900 | Dreigeschossiger Klinkerbau mit plastischem Bauschmuck am Eingangsbereich, bau- und ortsgeschichtlich von Bedeutung. Walmdach, Mittelrisalit, Dreiecksfensterverdachungen, Gesimse, Polygonalsockel, Säulen und Dreiecksgiebel am Portal, ehemalige Balustrade als Bekrönung des Mittelrisaliten wurde entfernt, stattdessen störender Dachausbau. | 09229495 |
|                                         | Mietshaus in halboffener Bebauung und Ecklage | Ernst-Thälmann-Straße 27 (Karte) | Um 1900 | Späthistoristischer Klinkerbau, baugeschichtlich und städtebaulich von Bedeutung. Dreigeschossig, im Erdgeschoss Putznutung, die beiden oberen Geschosse Klinkermauerwerk, Gurtgesimse, Dachgeschoss mit Volutengiebelaufsatz. | 09301341 |
| Direkt Bild zu diesem Denkmal hochladen | Wohnhaus mit Schmiede in halboffener Bebauung | Ernst-Thälmann-Straße 33 (Karte) | Bezeichnet mit 1822 | Ehemals zu Kunzes Lederfabrik gehörig, lang gestreckter schlichter Putzbau, landesgeschichtlich von Bedeutung. Satteldach (um 1980 erneuert), Fenster- und Türgewände aus Porphyr, Flachbogenfenster im Erdgeschoss, Kreuzstockfenster an einer Traufseite vollständig erhalten. Das Gebäude gehörte mit Anbau Ernst-Thälmann-Straße 35 und dem Gebäudekomplex Ernst-Thälmann-Straße 37–41 zur ehemaligen Lederfabrik Kunze. | 09229401 |
| Direkt Bild zu diesem Denkmal hochladen | Fabrikgebäude in halboffener Bebauung | Ernst-Thälmann-Straße 35 (Karte) | Mitte 19. Jahrhundert | Putzbau mit Porphyrtuffgewänden, bau- und ortsgeschichtlich von Bedeutung. Satteldach, Fenster- und Türgewände aus Porphyr, ehemals zu Kunzes Lederfabrik gehörig. | 09229402 |
| Direkt Bild zu diesem Denkmal hochladen | Wohnhaus in offener Bebauung | Ernst-Thälmann-Straße 41 (Karte) | Bezeichnet mit 1810 | Ehemals zu Kunzes Lederfabrik gehörig, spätbarocker Putzbau, baugeschichtlich von Bedeutung. Mansarddach mit Krüppelwalm, Fenstergewände und Türstock aus Porphyr, Kreuzgratgewölbe im Hausflur, im Obergeschoss seitlicher Übergang zu Nummer 39. Ehemaliges Wohnstallhaus eines am Rande der Stadt gelegenen Bauernhofes, zweigeschossiger Massivbau, bauzeitliches Portal eventuell von 1810, ebenso bauzeitliche Haustür – geschädigt, Portal und Fenstergewände bestehen aus Hilbersdorfer Porphyrtuff, Abschluss des Hauses durch ein Walmdach mit Viertelschopf, der Denkmalwert ergibt sich vorrangig aus der städtebaulichen, stadtentwicklungsgeschichtlichen sowie baugeschichtlichen Bedeutung. | 09229400 |
| Direkt Bild zu diesem Denkmal hochladen | Straßenbrücke | Falkenauer Straße (Karte) | 1951 | Bogenbrücke, baugeschichtlich und technikgeschichtlich von Bedeutung, Naturstein | 09229677 |
| Direkt Bild zu diesem Denkmal hochladen | Wohnhaus in offener Bebauung | Falkenauer Straße 6 (Karte) | 2. Hälfte 19. Jahrhundert | Zeittypischer Bau mit Putzgliederung, weitem Dachüberstand und Freigespärre im Giebel, baugeschichtlich von Bedeutung. Vorkragendes Dach, Rundfenster im Giebel, horizontale Fassadengliederung (Putzbänder). Vorgarten und Einfriedung Streichung 2013 – schlichter Lattenzaun, kein Denkmalwert. | 09229481 |
| Direkt Bild zu diesem Denkmal hochladen | Wohnhaus in offener Bebauung | Falkenauer Straße 11 (Karte) | Um 1800 | Obergeschoss Fachwerk, baugeschichtlich von Bedeutung. Satteldach, Obergeschoss verkleidet, rückwärtig verbrettert, vermutlich Fachwerk im Obergeschoss und teilweise im Erdgeschoss, Türstock Holz, Kreuzstockfenster, Klappläden im Erdgeschoss. | 09229479 |
| Direkt Bild zu diesem Denkmal hochladen | Wohnhaus in offener Bebauung | Falkenauer Straße 14 (Karte) | 2. Hälfte 19. Jahrhundert | Schlichter, zeittypischer Putzbau, baugeschichtlich von Bedeutung. Vorkragendes Satteldach, gut gestalteter Giebel, Traufgesims mit Zahnschnitt, Porphyr-Fenstergewände, störender seitlicher Anbau. Nebengebäude auf dem Hof im gleichen Stil, Abbruch 2014. | 09229480 |
| Direkt Bild zu diesem Denkmal hochladen | Wohnstallhaus und Seitengebäude eines Dreiseithofes | Falkenauer Straße 16 (Karte) | Um 1800 | Beide Gebäude in Fachwerkbauweise, baugeschichtlich von Bedeutung. - Wohnstallhaus: Satteldach, Fachwerk im Obergeschoss, Giebel verkleidet - Seitengebäude: Fachwerk - Scheune: kein Denkmal | 09229478 |
|                                         | Mietshaus in halboffener Bebauung und Ecklage mit Hintergebäude | Feldstraße 1 (Karte) | Um 1900 | Mietshaus Putzfassade mit Jugendstilelementen, baugeschichtlich und städtebaulich von Bedeutung. Fenster- und Türgewände aus Porphyr (am Haupt- und Nebengebäude). | 09229278 |
| Direkt Bild zu diesem Denkmal hochladen | Fabrikantenvilla, mit Einfriedung | Feldstraße 5 (Karte) | 1909–1910 | Putzbau im Reformstil um 1910, abwechslungsreich gegliederter Baukörper, bau- und ortsentwicklungsgeschichtlich von Bedeutung | 09306984 |
| Direkt Bild zu diesem Denkmal hochladen | Wohn- und Geschäftshaus in halboffener Bebauung und Ecklage | Frankenberger Straße 1 (Karte) | Um 1920/1925 | Heute Volksbank und Raiffeisenbank, V-förmiger Grundriss, Putzfassade mit Schweifgiebel, baugeschichtlich von Bedeutung. Volutengiebel, Ecklisenen (Quader), Fenster und Putz erneuert. | 09229431 |
| Weitere Bilder                          | Gebäudekomplex einer ehemaligen Fabrikanlage (ehemals Mechanische Weberei Leonhardt) | Frankenberger Straße 2 (Karte) | 1890–1892 | Zunächst Textilfabrik (Weberei), später Holzverarbeitung (Möbelteile und Möbel), markanter Eckbau mit reich gegliederter Stein-Klinker-Fassade in historistischen Formen, Stein-, Putz- und Klinkergliederungen, baugeschichtlich, technikgeschichtlich und straßenbildprägend von Bedeutung. Polygonalsockel, Lisenen und Segmentbögen, gelbe Klinker, Grabendach. | 09229404 |
| Direkt Bild zu diesem Denkmal hochladen | Wohnhaus in halboffener Bebauung | Frankenberger Straße 11 (Karte) | Um 1905 | Putzbau mit übergiebeltem risalitartigem Vorsprung, Freigespärre im Giebel, baugeschichtlich von Bedeutung. Putzfassade, Fenstergliederung erhalten, Schwebegiebel, Seitenrisalit, neue Fenster, Holzbalkone vereinfacht, Ensemblewirkung. | 09229388 |
| Direkt Bild zu diesem Denkmal hochladen | Wohnhaus in geschlossener Bebauung | Frankenberger Straße 13 (Karte) | Um 1910 | Zeittypischer Putzbau mit Zierfachwerk, baugeschichtlich von Bedeutung. Zweigeschossiger Putzbau mit Satteldach und mittigem Dacherker mit Walm, Fachwerkschmuck, Schwebegiebel und Konsolen, im Erdgeschoss und ersten Obergeschoss Segmentbogen über den Fenstern, Holzsprossenfenster mit mehrfach geteiltem Oberlicht. Einfriedung: Klinkersäulen, Holzlattenzaun, Ensemblewirkung. | 09229328 |
| Direkt Bild zu diesem Denkmal hochladen | Wohnhaus in halboffener Bebauung | Frankenberger Straße 15 (Karte) | Um 1910 | Zeittypischer Putzbau, baugeschichtlich von Bedeutung. Zweigeschossiger Putzbau mit Mansarddach, Dacherker an der Ecke, Holzsprossenfenster mit mehrfach geteiltem Oberlicht, Ensemblewirkung. | 09305225 |
| Direkt Bild zu diesem Denkmal hochladen | Mietshaus in geschlossener Bebauung | Franz-Hübsch-Straße 9 (Karte) | Um 1900 | Putzbau mit Porphyrtuffgewänden, zwei symmetrische Dachhäuschen, baugeschichtlich und städtebaulich von Bedeutung. Zwei Dacherker, Fenster- und Türgewände aus Porphyr, Ladeneinbau der Zeit (Porphyr-Säule), Putznutungen. | 09229398 |
| Direkt Bild zu diesem Denkmal hochladen | Wohnhaus in offener Bebauung mit Einfriedung | Franz-Hübsch-Straße 18 (Karte) | Um 1900 | Zeittypischer Klinkerbau mit weitem Dachüberstand, baugeschichtlich von Bedeutung. - Wohnhaus: gelber Klinkerbau mit Klinker-Applikation (rot), Holzveranda - Einfriedung: Pfeiler, gelbe Klinker (grün bekrönt), schmiedeeiserner Zaun | 09229399 |
|                                         | Wohnhaus in offener Bebauung | Gellertplatz 3 (Karte) | Bezeichnet mit 1828 | Schlichter Putzbau mit klassizistischem Portal, baugeschichtlich von Bedeutung. Satteldach, im Erdgeschoss Fenster- und Türgewände aus Werkstein. | 09229343 |
| Weitere Bilder                          | Pfarrhaus mit Gellert-Gedenktafel, östliches Seitengebäude und Pfarrgarten eines Pfarrhofes (Gellert-Geburtshaus) | Gellertplatz 5 (Karte) | Um 1700 (Seitengebäude); bezeichnet mit 1754 (Pfarrhaus) | Pfarrhaus breit gelagerter Putzbau mit hohem Walmdach, Seitengebäude Obergeschoss Fachwerk, vermutlich Christian Fürchtegott Gellerts Geburtshaus, baugeschichtlich, ortsgeschichtlich und platzbildprägend von Bedeutung. Walmdach, Fenster- und Türgewände aus Porphyr, Klappläden im Erdgeschoss. Satteldach, ein Giebel verschiefert, einer mit Fachwerk, im Obergeschoss Fachwerk. Erdgeschoss später verändert, Porphyr-Türgewände. | 09229342 |
| Direkt Bild zu diesem Denkmal hochladen | Ehemalige Fabrikanlage Gellertstraße (Sachgesamtheit) | Gellertstraße 2, 4 (Karte) | Um 1870 | Sachgesamtheit Fabrikanlage bestehend aus Wohn- und Verwaltungsgebäude, Fabrikgebäude, Maschinenhaus und Schornstein sowie straßenseitige Einfriedungsmauer; heute Umbau zur Schule, ehemalige Fabrikanlage inmitten des Stadtgebietes mit stadt-, bau- sowie industriegeschichtlicher Bedeutung. Eine der wenigen vollständig erhaltenen Fabrikanlagen im Stadtbild, bedeutsam ist der heute nur noch selten anzutreffende Schornstein. - Wohn- und Verwaltungsgebäude: lang gestreckter Putzbau, zweigeschossig, traufständig unmittelbar an der Straße stehend, 5 × 12 Achsen mit Mezzaningeschoss mit kleinen Rechteckfenstern, Fassade geprägt von regelmäßig angeordneten Rechteckfenstern mit gesprossten Fenstern – zweiflügelig mit Oberlicht, Fenstereinfassungen aus Rochlitzer Porphyrtuff, originale Haustüren, aufwändig gestalteter Blendgiebel über dem Wohnbereich des Wohn- und Verwaltungsgebäudes, Gurtgesims Naturstein, Walmdach, Dachdeckungnicht mehr original erhalten - Einfassungsmauer: große Bruchsteinmauer in unregelmäßigem Verband, vermutlich Granit, diese Mauer grenzt das Fabrikgelände von der Straße ab - Fabrikgebäude: großer Putzbau, Ziegelmauerwerk, viergeschossig, breit gelagert, auch an die Poststraße angrenzend, kaum auffallende Lisenengliederung, getrepptes Kranzgesims, Fenster in regelmäßiger Anordnung, Rechteckfenster mit Porphyrtuffeinfassungen, gesprosste zweiflügelige Fenster mit Oberlichtern (heute weitestgehender Neubau) - Maschinenhaus: an die Fabrik angrenzend, eingeschossig mit Drempel, Drempel mit gesprosstem Rundfenster, flach geneigtes Satteldach - Schornstein: neben dem Maschinenhaus stehender Ziegelschornstein, über rechteckigem Grundriss, polygonal fortgesetzt, original und unverändert erhalten | 09300082 |
|                                         | Mietshaus in geschlossener Bebauung | Gellertstraße 9 (Karte) | Um 1900 | Putzbau mit aufwändiger Fassadengestaltung, baugeschichtlich von Bedeutung. Dreigeschossig, massiv, Sandsteinsockel, Gewände aufgeputzt, reichhaltiger plastischer Bauschmuck, Zwerchdach. | 09229408 |
| Direkt Bild zu diesem Denkmal hochladen | Mietshaus in geschlossener Bebauung | Gellertstraße 12 (Karte) | Um 1875 | Schlichte Putzfassade, baugeschichtlich von Bedeutung. Dreigeschossig, sechs Achsen, Türportal und Fenstergewände erhalten, Gesims, Mezzaningeschoss, Glattputz, Kragsteine am Traufgesims, ockerfarben, sehr guter Originalzustand, Hausflur mit originalen Türen und Granitplatten. | 09229339 |
| Direkt Bild zu diesem Denkmal hochladen | Wohnhaus in geschlossener Bebauung mit Hinterhausflügel | Gellertstraße 14 (Karte) | 1875 laut Auskunft der Eigentümerin | Baugeschichtlich und städtebaulich von Bedeutung. Dreigeschossig, massiv, sieben Achsen, Hechtgaupen, Gurt- und Traufgesims (letzteres mit Kragsteinen und Zahnschnitt), Putzornamentik, Fenster- und Türgewände aus Porphyr. | 09229363 |
| Direkt Bild zu diesem Denkmal hochladen | Wohnhaus in geschlossener Bebauung | Gellertstraße 16 (Karte) | 2. Hälfte 19. Jahrhundert | Städtebaulich von Bedeutung. Zweigeschossig, massiv, doppelläufiges Gesims, Putzfassade, klassizistisches Türportal, Satteldach. | 09229313 |
| Direkt Bild zu diesem Denkmal hochladen | Wohnhaus in halboffener Bebauung mit Hintergebäude | Gellertstraße 17 (Karte) | Um 1832 | Baugeschichtlich und städtebaulich von Bedeutung. - Wohnhaus: Fachwerk im Obergeschoss verputzt, Fenstergewände und Türstock aus Porphyr, rückwärtig Kreuzstockfenster, Satteldach, zwei Gaupen - angebautes Hinterhaus: mit Werkstatt, vorkragendes Dach, Hechtgaupe, Natursteinplatten im Hausflur, Ausstattung beider Treppenhäuser erhalten (Türen, Klinken, Beschläge, Holzstufen) | 09229409 |
| Direkt Bild zu diesem Denkmal hochladen | Wohnhaus in offener Bebauung und Zugangspforte mit zwei Torpfeilern | Gellertstraße 23 (Karte) | 2. Hälfte 19. Jahrhundert | Reich gegliederter Putzbau mit Eckerker, baugeschichtlich und straßenbildprägend von Bedeutung. Zweigeschossig, massiv, Betonung der Ecke durch Eckerker im Obergeschoss, Putznutungen im Erdgeschoss, Gurtgesims, Porphyr-Türgewände, Satteldach, Glasätzungen an der inneren Zwischentür, schmiedeeisernes Torgitter. | 09229410 |
| Direkt Bild zu diesem Denkmal hochladen | Wohnhaus in geschlossener Bebauung | Gellertstraße 28 (Karte) | Um 1850 | Zeittypischer Putzbau, Teil eines annähernd gleichzeitig erbauten Straßenzuges kleinbürgerlicher Wohnhäuser von bau- und stadtentwicklungsgeschichtlichem Wert. Um 1850 erbautes kleinbürgerliches Wohnhaus. Zweigeschossiger Putzbau mit zeittypischer Fassadendekoration, wie z. B. Gurt- und Fensterbankgesims, Fenstergewände mit waagerechten Verdachungen und Türportal in gleicher Gestaltung. Hausabschluss durch Satteldach. Auf dem Satteldach großer Dachhecht in ursprünglicher Gestaltung und Größe. Im Erdgeschoss wurde nachträglich ein Laden mit Schaufenstern eingebaut. Die Schaufenster erhielten schmale gesprosste Oberlichter. Durch die Kleinteiligkeit ihrer Gestaltung fügen sie sich in das Gesamterscheinungsbild des Hauses ein ohne dieses erheblich zu beeinträchtigen. Eine weitere Veränderung stellt das teilweise Ersetzen der mehrflügeligen Fenster durch Einfachfenster dar. Es handelt sich hierbei um eine reversible Baumaßnahme, die allerdings das Erscheinungsbild des Hauses leicht beeinträchtigt. Das Haus ist Teil einer zur gleichen Zeit in gleicher Bauweise entstandenen Häuserzeile. Die Nachbarbebauung ist teilweise baulich überformter als die Gellertstraße 28 und wurde aus diesem Grund nicht als Kulturdenkmal ausgewiesen. Bedingt durch den guten Originalzustand und die besonders typische Ausprägung dokumentiert das Wohnhaus das Bauhandwerk in der Mitte des 19. Jahrhunderts. Zugleich dokumentiert es gemeinsam mit der Nachbarbebauung die städtebauliche Entwicklung Hainichens in der gleichen Zeit. Der Denkmalwert des Hauses ergibt sich damit aus dem bau- und stadtentwicklungsgeschichtlichen Wert des Hauses. | 09304367 |
| Direkt Bild zu diesem Denkmal hochladen | Mietshaus in Ecklage mit Hinterhaus, Einfriedung sowie Torpfeilern | Gellertstraße 38 (Karte) | 2. Hälfte 19. Jahrhundert | Weitgehend original erhaltener zeittypischer Putzbau mit baugeschichtlicher und städtebaulicher Bedeutung, Zeugnis der Stadterweiterung in der 2. Hälfte des 19. Jahrhunderts. - Vorderhaus: dreigeschossig, sechs Achsen, Putznutung im Erdgeschoss, zwischen Erdgeschoss und erstem Obergeschoss doppelläufiges Gurtgesims, Ladenzone mit Flachbogenfenstern, Fenster- und Türgewände aus Porphyr, Drempelzone, Satteldach mit Hechtgaupe - Hinterhaus: Fenster- und Türgewände aus Porphyr, im Erdgeschoss Flachbogen, Attikageschoss | 09229366 |
|                                         | Mietshaus in geschlossener Bebauung, mit Hinterhaus | Gellertstraße 42 (Karte) | 2. Hälfte 19. Jahrhundert | Weitgehend original erhaltener zeittypischer Putzbau mit baugeschichtlicher und städtebaulicher Bedeutung, Zeugnis der Stadterweiterung in der 2. Hälfte des 19. Jahrhunderts. Dreigeschossig, fünf Achsen, Putznutung im Erdgeschoss, kräftiges Gurtgesims, Gliederung der Fassade durch Lisenen, originale Haustür, Drempelzone, Kragsteine am Traufgesims. | 09229367 |
|                                         | Mietshaus in geschlossener Bebauung | Gellertstraße 44 (Karte) | 2. Hälfte 19. Jahrhundert | Zeittypischer Putzbau mit Porphyrtuffgewänden, baugeschichtlich und städtebaulich von Bedeutung, Zeugnis der Stadterweiterung in der 2. Hälfte des 19. Jahrhunderts. Dreigeschossig, sechs Achsen, in beiden Obergeschossen waagerechte Fensterverdachungen, Erdgeschoss mit originalen Fenster- und Türgewänden, zweiflügelige Haustür mit Oberlicht und schön verziertem Gitter, Putzfassade, Mezzaningeschoss, Kragsteine am Traufgesims, Satteldach, Glattputz. | 09229411 |
| Direkt Bild zu diesem Denkmal hochladen | Mietshaus in geschlossener Bebauung | Gellertstraße 45 (Karte) | 2. Hälfte 19. Jahrhundert | Zeittypischer Putzbau mit Porphyrtuffgewänden, baugeschichtlich und städtebaulich von Bedeutung, Zeugnis der Stadterweiterung in der 2. Hälfte des 19. Jahrhunderts. Zweigeschossig, sechs Achsen, Fenstergewände mit waagerechter Fensterverdachung, Satteldach, Hechtgaupe, Dachhecht, Gurtgesims, Putzornamentik, Porphyr-Fenstergewände und Porphyr-Türstock im Erdgeschoss, Kreuzstockfenster im Obergeschoss, originale zweiflügelige Haustür mit Oberlicht, Fenster verändert, Mezzaningeschoss, Kragsteine am Traufgesims. | 09229412 |
| Weitere Bilder                          | Mietshaus in ehemals geschlossener Bebauung | Gellertstraße 50 (Karte) | Um 1910 | Putzfassade im Reformstil um 1910/15, bau- und ortsentwicklungsgeschichtliche Bedeutung. Dreigeschossig, Putznutungen im Erdgeschoss, Putzornamentik über den Fenstern, doppelläufiges Gurtgesims über Erdgeschoss, Traufgesims mit Kragsteinen, betonter Eingangsbereich durch zwei dorische Säulen, Gellert-Kopf über dem Hauseingang, Treppenhaus im Stil der Zeit, Bleiverglasungen. | 09229368 |
| Direkt Bild zu diesem Denkmal hochladen | Mietshaus in halboffener Bebauung | Gellertstraße 55 (Karte) | Um 1900 | Als Eckhaus mit Laden ausgebildet, verbunden mit Gellertstraße 57, zeittypischer Putzbau mit baugeschichtlicher und städtebaulicher Bedeutung, Zeugnis der Stadterweiterung in der 2. Hälfte des 19. Jahrhunderts, originale Haus- und Ladentür | 09229413 |
| Direkt Bild zu diesem Denkmal hochladen | Mietshaus in halboffener Bebauung | Gellertstraße 57 (Karte) | Um 1900 | Verbunden mit Gellertstraße 55, zeittypischer Putzbau mit bau- und städtebaulicher Bedeutung. Zeugnis der Stadterweiterung in der 2. Hälfte des 19. Jahrhunderts. Dreigeschossig, sechs Achsen, Sockel in Porphyrtuff, Gurtgesims, Traufgesims mit Kragsteinen, Zwerchgiebel, originale Haustür. | 09229414 |
| Direkt Bild zu diesem Denkmal hochladen | Wohnhaus in offener Bebauung | Gellertstraße 65 (Karte) | 1. Hälfte 19. Jahrhundert | Obergeschoss Fachwerk verputzt, baugeschichtlich von Bedeutung. Satteldach, Fachwerk im Obergeschoss verputzt, T-Fenster mit weiterer Glasteilung, Gebäude ist vom Brand des Scheunenviertels 1863 verschont geblieben, sein Standort verweist auf den Verlauf der früheren Straße. | 09229415 |
| Direkt Bild zu diesem Denkmal hochladen | Wohnhaus in offener Bebauung und Toreinfahrt | Gellertstraße 77 (Karte) | Um 1900 | Wohnhaus mit Anklängen an den Schweizerstil, baugeschichtlich von Bedeutung. Zweigeschossiger Putzbau, Gurtgesims, rückwärtig Porphyr-Veranda, zwei Balkons, Vorhäuschen (Holz) originale Haustüren, weiter Dachüberstand, Satteldach. | 09229418 |
| Direkt Bild zu diesem Denkmal hochladen | Fabrikantenvilla mit Einfriedung | Gellertstraße 85 (Karte) | Um 1900 | Ehemals zur Rosshaarweberei gehörig, bau- und ortsgeschichtlich von Bedeutung. Zweigeschossiger Putzbau über Natursteinsockel, geschweift übergiebelter Mittelrisalit, Putzgliederung, Fensterbedachungen mit Jugendstilornamentik, Walmdach, im Inneren völlig verändert. | 09229444 |
| Direkt Bild zu diesem Denkmal hochladen | Wohnhaus in offener Bebauung | Gellertstraße 88 (Karte) | Am Türstock des Hintereingangs bezeichnet mit 1842 | Putzbau mit ausgewogener Fassadengliederung, baugeschichtlich von Bedeutung. Zweigeschossiger Putzbau mit sieben zu sieben Achsen, Fenster- und Türgewände aus Porphyr, Eingang mittig, Haustür mit gusseisernem Schmuckgitter, Attikageschoss, Walmdach, Einfriedung und Tor schmiedeeisernes Gitterwerk, Abbruch. | 09229419 |
| Direkt Bild zu diesem Denkmal hochladen | Zwei Fabrikgebäude mit mittigem Verwaltungsbau und Toreinfahrt (Roßhaar-Weberei) | Gellertstraße 90 (Karte) | Ende 19. Jahrhundert (Fabrikgebäude); 1920er Jahre (Verwaltungsgebäude) | Markante Gebäudegruppe mit bau-, industrie- und ortsgeschichtlicher Bedeutung. - westlicher Fabrikbau (vermutlich Ende 19. Jahrhundert, in den 1920er Jahren überformt): dreigeschossiges Fabrikationsgebäude mit klar gegliederter Fassade, 18 zu 3 Achsen, Lisenengliederung, Gurt- und Traufgesims - Zwischenbau (1920er Jahre): zweigeschossiger Putzbau über kräftigem Natursteinsockel mit zwei flachen übergiebelten Seitenrisaliten, Lisengliederung, Putzornamentik, in der Mitte betont durch Segmentbogengiebel mit figürliche Darstellung (Wagenkampf-Szene), Kriegerkopf über angrenzender Tordurchfahrt, sehr schönes Eisentor - nordöstlicher Fabrikbau (Ende 19. Jahrhundert): dreigeschossiger Putzbau mit 14 zu 2 Achsen, vertikale Gliederung durch Klinkerlisenen, Gurtgesims mit Zahnschnitt in gelben Klinkern, Traufgesims mit Zahnschnitt und Fensterbögen in roten Klinkern | 09229420 |
| Weitere Bilder                          | Wohnhaus mit rückwärtigem Anbau in Ecklage | Georgenstraße 2 (Karte) | 1. Hälfte 19. Jahrhundert | Obergeschoss Fachwerk, baugeschichtlich und straßenbildprägend von Bedeutung. Satteldach, Fenster- und Türgewände aus Porphyr, Anbau mit Pultdach. | 09229370 |
| Direkt Bild zu diesem Denkmal hochladen | Westliches Verwaltungsgebäude mit angrenzendem Fabrikgebäude (Nr. 26) und östliche Fabrikhalle (Nr. 24) einer ehemaligen Filzbabrik | Georgenstraße 24, 26 (Karte) | Um 1900 | Straßenbildprägende Gebäudegruppe, bau-, orts- und technikgeschichtlich von Bedeutung. - Verwaltungsgebäude (Nummer 26): zweigeschossiger Putzbau, Gliederung durch rote Klinker, Walmdach - Fabrikgebäude (Nummer 26): fünfgieblige Halle mit Paralleldach, Gliederung durch rote Klinker - Fabrikhalle (Nummer 24): dreigeschossiger Putzbau mit 10 zu 6 Achsen im Erdgeschoss und im ersten Obergeschoss, zweites Obergeschoss etwas verkleinert mit sieben zu sechs Achsen, Putzspiegel und Lisenengliederung sowie Zahnschnitt am Traufgesims | 09229403 |
|                                         | Wohnhaus in halboffener Bebauung und Ecklage | Gerichtsstraße 1 (Karte) | Um 1832 | Schlichter Putzbau mit klassizistischem Portal, baugeschichtlich von Bedeutung. Zweigeschossiger Putzbau, Krüppelwalmdach, drei Gaupen, Fenster- und Türgewände aus Werkstein, ein Ladenschaufenster stark verändert, zur Gerichtsstraße Fenster teilweise zugesetzt. | 09229306 |
|                                         | Villa mit Einfriedung | Gerichtsstraße 6 (Karte) | Um 1900 | Repräsentativer, zeittypischer Putzbau, baugeschichtlich von Bedeutung. - Villa: zweigeschossiger Putzbau mit je einem übergiebelten Seitenrisalit im Westen (mit Zierfachwerk) und Süden (geschweift), Werksteingewände, rückwärtig Farbglasfenster, überdachter Eingangsbereich und Verandea im Obergeschoss an der Ostseite - Einfriedung: Porphyrpfeiler, schmiedeeisernes Tor und Gitter | 09229307 |
| Weitere Bilder                          | Gasthof (ehemaliges Fabrikgebäude) mit späterem Saalbau (ehemals Hirschs Galanterie-Fabrik) | Gerichtsstraße 19 (Karte) | Im Mittelgesims bezeichnet mit 1816 | Putzbau mit übergiebeltem Mittelrisalit und Walmdach, bau- und ortsgeschichtlich von Bedeutung. Zweigeschossig, massiv, zehn zu zwei Achsen, Mittelrisalit mit Dreiecksgiebel (darin ovaler Schild, Lorbeerzweig und Anker, Monogramm H), im Mittelgesims eingelassen die Jahreszahl MDCCCXVI, Walmdach, Gaupen, Rundbogenfenster im Erdgeschoss und im Saalbau, Tür mit Rundbogen, zweiflügelig und Oberlicht, Gewölbe in der jetzigen Herrentoilette, Saalanbau mit Rundbogenfenstern. | 09229456 |
| Weitere Bilder                          | Früheres Amtsgericht Hainichen, Gefängnis und Gefängnismauer | Gerichtsstraße 26 (Karte) | 2. Hälfte 19. Jahrhundert | Gebäudeensemble mit bau- und ortsgeschichtlicher Bedeutung. - Amtsgericht: dreigeschossiger repräsentativer Bau, neun zu vier Achsen, originales Türportal und Fenstergewände, im ersten Obergeschoss Betonung der Fenster durch gerade Bedachungen, Gurt- und Traufgesims, Walmdach - Gefängnis: schlichter Putzbau mit Mittelrisalit und sparsamer Gliederung, Drempelzone, Walmdach - Einfriedungsmauer: aus Bruchstein | 09229407 |
| Direkt Bild zu diesem Denkmal hochladen | Gartenstadt Hainichen (Sachgesamtheit) | Goethestraße 1, 2, 3, 4, 5, 6, 7, 8, 9, 10, 11, 12, 13, 14, 15, 16, 17, 18, 19, 20, 21, 22, 23, 24, 25, 26, 27, 28, 29, 30, 31, 32, 33, 35, 36, 37, 38, 43 (Karte) | Nach 1912 | Sachgesamtheit Gartenstadt Hainichen mit folgenden Einzeldenkmalen: Siedlungshaus (09229434, Goethestraße 1), Siedlungshaus (09304986, Goethestraße 2), Doppelwohnhaus (09229435, Goethestraße 3, 4), Doppelwohnhaus (09229436, Goethestraße 5, 6), Reihenhaus (09229437, Goethestraße 7–14), Doppelwohnhaus (09229438, Goethestraße 15, 16), Reihenhaus (09229439, Goethestraße 17–20), Reihenhaus (09229440, Goethestraße 21–26), Doppelwohnhaus und Nebengebäude (09229441, Goethestraße 27, 28), Doppelwohnhaus (09229442, Goethestraße 29, 30) und folgenden Sachgesamtheitsteilen: neun Mehrfamilienhäuser (Goethestraße Nr. 31 bis 38 und 43) und das umgebende Siedlungsgrün; baugeschichtlich, städtebaulich und sozialgeschichtlich von Bedeutung. Siedlung entlang der Goethestraße, begrenzt von der Gabelsberger Straße im Osten, der Weststraße im Westen, der ersten parallel zur Goethestraße verlaufenden Straße im Süden und den Flurstücksgrenzen im Norden. | 09229729 |
| Direkt Bild zu diesem Denkmal hochladen | Siedlungshaus (Einzeldenkmal der Sachgesamtheit 09229729) | Goethestraße 1 (Karte) | Nach 1912 | Einzeldenkmal der Sachgesamtheit Gartenstadt Hainichen; zeittypischer Putzbau mit markantem Mansardwalmdach, baugeschichtlich, städtebaulich und sozialgeschichtlich von Bedeutung. Eingeschossiger Putzbau, weit heruntergezogenes Mansardwalmdach, Betonung der Mitte durch Holz verkleidetes Zwerchhaus. | 09229434 |
| Direkt Bild zu diesem Denkmal hochladen | Siedlungshaus (Einzeldenkmal der Sachgesamtheit 09229729) | Goethestraße 2 (Karte) | Nach 1912 | Einzeldenkmal der Sachgesamtheit Gartenstadt Hainichen; zeittypischer Putzbau mit markanter gebrochener Dachlandschaft, baugeschichtlich, städtebaulich und sozialgeschichtlich von Bedeutung. Eingeschossiger Putzbau auf rustikal gestaltetem Sockel und mit reicher Dachlandschaft, teils Mansardwalmdach, teils Satteldach. | 09304986 |
| Direkt Bild zu diesem Denkmal hochladen | Doppelwohnhaus (Einzeldenkmal der Sachgesamtheit 09229729) | Goethestraße 3, 4 (Karte) | Nach 1912 | Einzeldenkmal der Sachgesamtheit Gartenstadt Hainichen; zeittypischer Putzbau mit markanter gebrochener Dachlandschaft, baugeschichtlich, städtebaulich und sozialgeschichtlich von Bedeutung. Eingeschossiger Putzbau auf rustikal gestaltetem Sockel, mit weit heruntergezogenem, gebrochenem Mansardwalmdach. | 09229435 |
| Direkt Bild zu diesem Denkmal hochladen | Doppelwohnhaus (Einzeldenkmal der Sachgesamtheit 09229729) | Goethestraße 5, 6 (Karte) | Nach 1912 | Einzeldenkmal der Sachgesamtheit Gartenstadt Hainichen; zeittypischer Putzbau mit gebrochenem Walmdach, baugeschichtlich, städtebaulich und sozialgeschichtlich von Bedeutung. Zweigeschossig, rustikal gestalteter Sockel, Erdgeschoss massiv, Obergeschoss verkleidet, gebrochenes Walmdach. | 09229436 |
| Direkt Bild zu diesem Denkmal hochladen | Reihenhaus (Einzeldenkmal der Sachgesamtheit 09229729) | Goethestraße 7, 8, 9, 10, 11, 12, 13, 14 (Karte) | Nach 1912 | Einzeldenkmal der Sachgesamtheit Gartenstadt Hainichen; zeittypischer Putzbau mit markantem Mansardwalmdach, baugeschichtlich, städtebaulich und sozialgeschichtlich von Bedeutung. Eingeschossig, sechs Eingänge, rustikale Sockel- und Eckgestaltung, tief heruntergezogenes Mansardwalmdach. | 09229437 |
| Direkt Bild zu diesem Denkmal hochladen | Doppelwohnhaus (Einzeldenkmal der Sachgesamtheit 09229729) | Goethestraße 15, 16 (Karte) | Nach 1912 | Einzeldenkmal der Sachgesamtheit Gartenstadt Hainichen; zeittypischer Putzbau mit markantem Mansardwalmdach, baugeschichtlich, städtebaulich und sozialgeschichtlich von Bedeutung. Eingeschossiger Putzbau, breiter übergiebelter Mittelrisalit, im Mansardbereich verkleidet, weit heruntergezogenes Mansardwalmdach. | 09229438 |
| Direkt Bild zu diesem Denkmal hochladen | Reihenhaus (Einzeldenkmal der Sachgesamtheit 09229729) | Goethestraße 17, 18, 19, 20 (Karte) | Bezeichnet mit 1914 | Einzeldenkmal der Sachgesamtheit Gartenstadt Hainichen; zeittypischer Putzbau mit markantem Mansardwalmdach, baugeschichtlich, städtebaulich und sozialgeschichtlich von Bedeutung. Eingeschossig, vier Eingänge, rustikale Sockel- und Eckgestaltung, tief heruntergezogenes Mansardwalmdach. | 09229439 |
| Direkt Bild zu diesem Denkmal hochladen | Reihenhaus (Einzeldenkmal der Sachgesamtheit 09229729) | Goethestraße 21, 22, 23, 24, 25, 26 (Karte) | Nach 1912 | Einzeldenkmal der Sachgesamtheit Gartenstadt Hainichen; zeittypischer Putzbau mit markantem Mansardwalmdach, baugeschichtlich, städtebaulich und sozialgeschichtlich von Bedeutung. Eingeschossig, sechs Eingänge, rustikale Sockel- und Eckgestaltung, tief heruntergezogenes Mansardwalmdach. | 09229440 |
| Direkt Bild zu diesem Denkmal hochladen | Doppelwohnhaus und Nebengebäude (Einzeldenkmale der Sachgesamtheit 09229729) | Goethestraße 27, 28 (Karte) | Nach 1912 | Einzeldenkmale der Sachgesamtheit Gartenstadt Hainichen; zeittypischer Putzbau mit markantem Mansarddach mit Schopf, baugeschichtlich, städtebaulich und sozialgeschichtlich von Bedeutung. - Doppelwohnhaus: zweigeschossiger Putzbau mit rustikaler Sockel- und Eckgestaltung, seitlicher Anbau einer Veranda, Mansarddach mit Schopf - Nebengebäude westlich von Nummer 26: lang gestreckter eingeschossiger Putzbau mit schmalen Fensteröffnung unter der Traufe, vermutlich Stallgebäude, Walmdach | 09229441 |
| Direkt Bild zu diesem Denkmal hochladen | Doppelwohnhaus (Einzeldenkmal der Sachgesamtheit 09229729) | Goethestraße 29, 30 (Karte) | Nach 1912 | Einzeldenkmal der Sachgesamtheit Gartenstadt Hainichen; zeittypischer Putzbau, baugeschichtlich, städtebaulich und sozialgeschichtlich von Bedeutung. Eineinhalbgeschossig, Obergeschoss in Art eines Halbgeschosses ausgeführt, vermutlich Fachwerk verkleidet, Erdgeschoss massiv, Betonung der Mitte durch Erker im Obergeschoss, Walmdach. | 09229442 |
| Direkt Bild zu diesem Denkmal hochladen | Ehemalige Fabrikantenvilla und Villengarten mit Einfriedung, Gartenhaus und Gartenlaube | Gottlob-Keller-Straße 3 (Karte) | Um 1910 | Traditionelle Villa mit regelmäßig gestaltetem Villengarten vom Anfang des 20. Jahrhunderts in gutem Erhaltungszustand, von baugeschichtlicher und gartenkünstlerischer Bedeutung. - Villa: massiv, zweigeschossig, Krüppelwalmdach, Fachwerkelemente, Rundbogenfenster (zum Teil mit Porphyreinfassung), Turm an der Traufseite - Villengarten: - Einfriedung: verputzte Ziegelmauer mit Holzlattenzaun, - Gartenausstattung: im rückwärtigen Garten kleine Treppe mit verputzen Mauerwangen in der vom Hintereingang nach Süden verlaufenden Achse, links und rechts oberhalb der Treppe Postamente (für Gartenskulpturen?) - Gartenbauten: Gartenhaus aus Holz auf rechteckigem Grundriss in der Südostecke des Gartens, Gartenlaube aus Holz auf sechseckigem Grundriss westlich der Treppe - Baumgruppen: Gruppe aus vier Kugel-Robinien (Robinia pseudoacacia ‚Umbraculifera’, südlich der Treppe), je zwei Bäume links und rechts der Hauptachse, Baumpaar aus Kugel-Robinien (Robinia pseudoacacia ‚Umbraculifera’) östlich der Villa - Hecken: geschnittene Hainbuchen-Hecke (Carpinus betulus) als südliche Begrenzung des Gartens | 09229432 |
| Direkt Bild zu diesem Denkmal hochladen | Villa mit Einfriedung | Gottlob-Keller-Straße 5 (Karte) | Um 1920 | Zeittypischer Putzbau, baugeschichtlich von Bedeutung. Satteldach, klar gegliederte Fassade, Seitenrisalit mit Dreiecksgiebel, Holzlattenzaun. | 09229433 |
| Weitere Bilder                          | Trinitatiskirche und Pfarrhaus (Sachgesamtheit) | Heinrich-Heine-Straße 3 (Karte) | Um 1900 | Sachgesamtheit Trinitatiskirche und Pfarrhaus mit folgenden Einzeldenkmalen: Trinitatiskirche mit Innenausstattung, Kirchplatz mit Gedenkbaum und Gedenkstein, Pfarrhaus (09229426) sowie der Pfarrgarten als Sachgesamtheitsteil; zeitgleich entstandenes Ensemble aus Kirche und Pfarrhaus, baugeschichtlich, gartengeschichtlich, städtebaulich und ortsgeschichtlich von Bedeutung, platzbildprägend, Kirchplatz als Werk des bedeutenden Gartenkünstlers Max Bertram auch gartenkünstlerisch bedeutsam. - Pfarrgarten mit Einfriedungszaun (Holzlattenzaun, Vorgarten schmiedeeiserner Ziergitterzaun) - Parkanlage: der Kirchplatz wurde zwischen 1903 und 1912 von dem bedeutenden Gartenkünstler Max Bertram gestaltet, begrenzt durch Heinrich-Heine-Straße, Schulstraße, Friedelstraße und hintere Flurstücksgrenze - Erschließung: landschaftlich geschwungenes Wegesystem, mit wassergebundener Decke, gebrannte Gehwegplatten um die Kirche - Vegetation: Baumbestand vermutlich aus der Entstehungszeit, Eiben (Taxus baccata), Stiel-Eiche (Quercus robur), Weymouths-Kiefer (Pinus strobus), Rot-Buche (Fagus sylvatica) mit Rundbank (Wurzelbank), Stiel-Eiche (Quercus robur) mit Gedenkstein (1813–1913) | 09301367 |
| Weitere Bilder                          | Trinitatiskirche mit Innenausstattung, Kirchplatz mit Gedenkbaum und Gedenkstein, Pfarrhaus (Einzeldenkmale der Sachgesamtheit 09301367) | Heinrich-Heine-Straße 3 (Karte) | 1896–1899 (Kirche); 1515 (Schnitzaltar); Anfang 16. Jahrhundert (Schnitzaltar); bezeichnet mit 1694 (Stifterfiguren); 18. Jahrhundert (Gellert-Bildnis Christian Fürchtegott Gellert) | Einzeldenkmale der Sachgesamtheit Trinitatiskirche und Pfarrhaus: Trinitatiskirche mit Innenausstattung, Kirchplatz mit Gedenkbaum und Gedenkstein, Pfarrhaus (siehe auch Sachgesamtheitsdokument - obj. 09301367); Kirche reich gegliederter neugotischer Zentralbau, roter Klinkerbau über griechischem Kreuz mit markantem Westturm, Pfarrhaus roter Klinkerbau in neugotischer Formensprache, zeitgleich entstandenes Ensemble aus Kirche und Pfarrhaus, baugeschichtlich, gartengeschichtlich, städtebaulich und ortsgeschichtlich von Bedeutung, platzbildprägend, Kirchplatz als Werk des bedeutenden Gartenkünstlers Max Bertram auch gartenkünstlerisch bedeutsam. Zentralbau auf dem Grundriss eines griechischen Kreuzes mit hohem Westturm, errichtet im Stil der Neogotik (außerdem steht die gesamte Innenausstattung einschließlich Vasa Sacra und Glocken unter Denkmalschutz), Klinkerbau, Turm mit hohem spitzen Helm, fünf lebensgroße Figuren über dem Portal, Innenausstattung (vgl. Dehio S. 159). Bildschnitzer war Albert Kasch. Gedenkstein (100 Jahre Befreiungskriege, 1813–1913). | 09229426 |
| Weitere Bilder                          | Postgebäude und Erweiterungsbau | Heinrich-Heine-Straße 8 (Poststraße 13) (Karte) | 1893 | Zeittypischer historisierender Klinkerbau von bau- und ortsgeschichtlicher Bedeutung. - Postgebäude: zweigeschossiger roter Klinkerbau über Natursteinsockel, farbige Akzentuierung der Fassade durch gelbe Klinker, Fenster- und Türgewände aus Sandstein, Betonung der Ecke durch Turm mit hohem Walmdach - Erweiterungsbau: mit gut erhaltenem Treppenhaus aus den späten 1920er Jahren | 09229362 |
| Direkt Bild zu diesem Denkmal hochladen | Wohnhaus in offener Bebauung, mit Garten und Einfriedung | Heinrich-Heine-Straße 14 (Karte) | Laut Auskunft der Eigentümerin 1905 | Repräsentativer, zeittypischer Putzbau mit bildprägender Veranda zur Straße, baugeschichtlich von Bedeutung. - Wohnhaus: zweigeschossiger Putzbau, seitlicher Treppenaufgang, Bleiverglasungen im Jugendstil, rückwärtig sämtliche Fenster mit originaler Sprossenteilung, mit Rundbogenfenstern versehene Veranda, Innenausstattung einschließlich Wohnungen komplett erhalten, Fenster im Erdgeschoss zur Straße verändert - Einfriedung: Holzlattenzaun, im Vorgarten Stützmauer aus Porphyr-Mauerwerk und erhöhtem Sitzplatz | 09229396 |
| Direkt Bild zu diesem Denkmal hochladen | Wohnhaus mit Garten und Einfriedung | Heinrich-Heine-Straße 18 (Karte) | Um 1930 | Typisches Beispiel der Architektur der 1930er Jahre, baugeschichtlich und gartenkünstlerisch bedeutsam. - Gebäude: zweigeschossig, Putzbau über Bruchsteinsockel, Klappläden an Fenstern und Türen im Erdgeschoss und Obergeschoss, rückwärtig Ausgang zum Garten, Walmdach mit Gaupen. - Hausgarten: - Gartenteile: von Nordosten nach Südwesten: Vorgarten, Wohngarten, Nutzgarten - Vorgarten: als Terrasse mit Stützmauer aus Porphyr-Mauerwerk (Werkstein) angelegt, erhöhter Sitzplatz in der östlichen Ecke des Vorgartens, zwei Eiben (Taxus baccata), Holzlattenzaun, einflügliges Zugangstor und zweiflügliges Einfahrtstor, Einfahrt als zwei Fahrspuren aus roten Granitplatten ausgebildet - Wohngarten: südwestlich des Wohnhauses befestigte Fläche aus roten Granitplatten, daran anschließend Wohngarten mit Teich, Quellstein und Steinrinne (beides aus Sandstein), mit Rhododendren eingefasst, im Zentrum des Wohngartens bizarre abgestorbene Ulme mit Strauchgruppe, verschiedene Großgehölze (Eibe (Taxus baccata), Schwarz-Kiefer (Pinus nigra), Hemlockstanne (Tsuga canadensis), Linde (Tilia spec.) und Kastanie (Aesculus hippocastanum)), Staudenbepflanzung zum Teil noch erhalten, Pfad zum dahinter liegenden Nutzgarten aus roten Granitplatten, Wasserbecken (ehemalige Grababdeckung) ursprünglich vom Pfarrhof in Auerswalde - Nutzgarten: hinterer Gartenbereich war ursprünglich als Nutzgarten mit Obstgehölzen angelegt, heute nur noch ein Apfel (Malus-Hybriden), Hochbeete als spätere Zutat, Gewächshäuser erneuert Denkmalwert: hervorragend erhaltener Hausgarten der 1920er Jahre, bildet mit Wohnhaus eine gestalterische Einheit. | 09229397 |
|                                         | Wohnhaus in Ecklage und geschlossener Bebauung | Karlsstraße 1 (Karte) | Bezeichnet mit 1833 | Obergeschoss Fachwerk verschiefert, baugeschichtlich und städtebaulich von Bedeutung. Walmdach, sechs Gaupen, Obergeschoss verschiefert, Fenster- und Türgewände aus Werkstein. | 09229395 |
| Direkt Bild zu diesem Denkmal hochladen | Wohnhaus in geschlossener Bebauung | Kupferschmiedegasse 2 (Karte) | Um 1820 | Obergeschoss Fachwerk verputzt, baugeschichtlich von Bedeutung. Zweigeschossig, Fachwerk-Obergeschoss verputzt, fünf Achsen, Erdgeschoss massiv mit originalen Fenster- und Türgewänden, Mansarddach, zweiflügelige Haustür mit Oberlicht Eingangstreppe. | 09229417 |
| Direkt Bild zu diesem Denkmal hochladen | Wohnhaus mit hinterem Anbau in offener Bebauung | Kupferschmiedegasse 3 (Karte) | Bezeichnet mit 1807 | Obergeschoss Fachwerk verschiefert, baugeschichtlich von Bedeutung. Satteldach, Hechtgaupe, Giebel verschiefert, Fenster- und Türgewände aus Porphyr. | 09229320 |
| Weitere Bilder                          | Schulgebäude (Friedrich-Gottlob-Keller-Schule, ehemals Gellert-Gymnasium) | Lutherplatz 1 (Karte) | 1872–1888 | Repräsentativer historistischer Putzbau mit Mittelrisalit, bau- und ortsgeschichtlich von Bedeutung. Neues Schulgebäude der Eduard-Feldner-Grundschule, erbaut als Bürgerschule, später Gellert-Gymnasium, Gellert-Gymnasium am 15. Juli 2005 geschlossen. Dreigeschossig, Mittelrisalit, Gurt- und Traufgesims, Ausstattung des Treppenhauses (Treppengeländer, Türen) weitgehend erhalten. | 09229429 |
| Weitere Bilder                          | Gellert-Denkmal | Markt (Karte) | 1865 | Granitsockel mit Bronzefigur des Dichters, künstlerisch und ortsgeschichtlich von Bedeutung. Inschrift: E. Rietschel invenit. | 09229345 |
| Weitere Bilder                          | Rathaus | Markt 1 (Karte) | Im Giebelfeld bezeichnet mit 1837 | Klassizistischer, repräsentativer Bau mit vorgelagerter Freitreppe, baugeschichtlich, ortsgeschichtlich und platzbildprägend Bedeutung. Dreigeschossiger Putzbau mit übergiebeltem, dreiachsigem Mittelrisalit, im Giebeldreieck Inschrift „Rathaus erbaut im Jahre MDCCCXXXVII“, darüber sitzender Vogel (Wappentier der Stadt Hainichen), ein weiteres Wappen zur Mühlstraße, elf zu sechs Achsen, vorgelagerte Freitreppe, nach Dehio „Guter klassizistischer Bau“ (S. 159), Walmdach mit gestaffelten, schmalen Gaupen und Dachreiter. | 09229295 |
| Direkt Bild zu diesem Denkmal hochladen | Ehemaliger Gasthof „Goldener Löwe“ (Nr. 4) mit rückwärtigem Saalbau (Nr. 2) | Markt 2. 4 (Karte) | Um 1832 (Gasthof); 1897 (Saal) | Den Marktplatz prägender Putzbau mit flachem Mittelrisalit, heute Wohnhaus mit Ladenfront, dazu gehört auch das nördlich an den ehemaligen Gasthof angrenzende Wohnhaus, siehe Markt 4, bau- und ortsgeschichtlich von Bedeutung. - Gasthof: dreigeschossig, flaches Satteldach, Gurtgesims, Sohlbänke - Saalbau: Neorokoko (1897), Decke und Kehle bemalt (Jugendstil, 1907) | 09229294 |
| Weitere Bilder                          | Wohnhaus mit Treppenaufgang in Ecklage und geschlossener Bebauung | Markt 3 (Karte) | Um 1832 | Putzbau in markanter städtebaulicher Lage, durch seinen halbkreisförmigen Verlauf als Eckbau baugeschichtlich und straßenbildprägend von Bedeutung. Zweigeschossiger Putzbau mit hohem Sockel, vorgelagerter Treppenaufgang vom Markt aus (Porphyrmauerwerk mit seitlichem Treppenaufgang), Fenster- und Türgewände aus Werkstein, Biedermeier-Haustüre, zwei Dachhäuschen. | 09229296 |
| Direkt Bild zu diesem Denkmal hochladen | Wohnhaus in geschlossener Bebauung | Markt 4 (Karte) | Um 1832 | Schlichter Putzbau, als Bestandteil der Marktplatzbebauung städtebaulich von Bedeutung, gehört heute zum südlich angrenzenden ehemaligen Gasthof „Goldener Löwe“, siehe Markt 2, 4. Dreigeschossig, flaches Satteldach, Gurtgesims zwischen erstem und zweitem Obergeschoss. | 09229293 |
| Weitere Bilder                          | Wohnhaus mit Hinterhaus in geschlossener Bebauung | Markt 5 (Karte) | Um 1832 | Putzbau mit markanter Dachlandschaft, baugeschichtlich und als Teil der Marktplatzbebauung städtebaulich von Bedeutung. Dreigeschossig, massiv, Gurtgesims, Fenster- und Türgewände aus Werkstein, reiche Innenausstattung, Bleiverglasungen an Fenstern und Türen im Hausflur sowie im Vorsaal (um 1900), schöne Hautür (bezeichnet mit 1922), drei Dachhäuschen. | 09229297 |
|                                         | Wohnhaus in geschlossener Bebauung | Markt 6 (Karte) | Um 1832 | Durch Schweifgiebel betonte, repräsentative Fassade, als Teil der Marktplatzbebauung baugeschichtlich und städtebaulich von Bedeutung. Zweigeschossig, Gurtgesims, T-Sprossen-Fenster mit weiterer Glasteilung im Obergeschoss, Erdgeschoss durch späteren Ladeneinbau verändert, Satteldach, großer Voluten-Zwerchgiebel (um 1900). | 09229292 |
|                                         | Wohnhaus in halboffener Bebauung, mit Hintergebäuden und Hofpflasterung | Markt 7 (Karte) | Um 1832 | Wohnhaus Putzbau mit charakteristischem Zwerchhaus, als Teil der Marktplatzbebauung baugeschichtlich und städtebaulich von Bedeutung. Geschlossene Hofanlage mit Wohnhaus, Seitengebäude, Hinterhaus und Schauer. - Wohnhaus: dreigeschossiger Putzbau mit Fenster- und Türgewänden aus Werkstein, neuerer Schaufenstervorbau, Zwerchhaus - Hinterhaus: starkes Bruchsteinmauerwerk, Gewölbe im Erdgeschoss | 09229298 |
| Weitere Bilder                          | Wohnhaus in geschlossener Bebauung | Markt 8 (Karte) | Um 1832 | Wohnhaus Putzbau mit charakteristischem Zwerchhaus, als Teil der Marktplatzbebauung baugeschichtlich und städtebaulich von Bedeutung. Satteldach, Zwerchhaus mit sieben Fenstern, Dreiecksgiebel, Fassade Anfang des 20. Jahrhunderts überformt (Putzornamentik), T-Sprossen-Fenster mit weiterer Glasteilung im Obergeschoss, Erdgeschoss durch späteren Ladeneinbau verändert. | 09229291 |
| Weitere Bilder                          | Wohnhaus mit Freitreppe in halboffener Bebauung | Markt 9 (Karte) | Schlussstein bezeichnet mit 1806 | Ehemaliges Heimatmuseum, Putzbau mit vorgelagerter Freitreppe, als Teil der Marktplatzbebauung baugeschichtlich und städtebaulich von Bedeutung. Vorderhaus neu eingedeckt (rot), fünf gestaffelte Gaupen, Obergeschoss und Dach nach dem Brand von 1832, Hausterrasse mit seitlichem Treppenaufgang (Steinstufen), klassizistische Haustüre, Türgriff: Faust mit Stab, Torbogen am Hintergebäude. Ehemals denkmalgeschütztes Hintergebäude zum Oberen Stadtgraben zwischen 2016 und 2018 abgerissen. | 09229299 |
| Weitere Bilder                          | Wohnhaus in geschlossener Bebauung | Markt 10 (Karte) | Um 1832 | Schlichter Putzbau des frühen 19. Jhs., als Teil der Marktplatzbebauung baugeschichtlich und städtebaulich von Bedeutung. Dreigeschossig, Satteldach, zwei Gaupen, Fenster- und Türgewände aus Werkstein, Ladeneinbau der Gründerzeit (Holzeinrahmung), im Hausflur barocke Eisentür zum Keller. | 09229290 |
| Weitere Bilder                          | Wohnhaus in halboffener Bebauung, mit Hausterrasse zur Straße | Markt 11 (Karte) | Um 1832 | Als Teil der Marktplatzbebauung baugeschichtlich und städtebaulich von Bedeutung. Krüppelwalmdach, Hechtgaupe, Fenster- und Türgewände aus Werkstein, Hausterrasse mit seitlichem Treppenaufgang und Ladeneinbau (Porphyreinrahmung). | 09229300 |
|                                         | Wohnhaus mit Gellert-Apotheke in halboffener Bebauung und vorgelagerte Freitreppe | Markt 13 (Karte) | 1833 | Als Teil der Marktplatzbebauung baugeschichtlich und städtebaulich von Bedeutung. Krüppelwalmdach, Hechtgaupe, Fenster- und Türgewände aus Porphyr, zweiarmige Freitreppe mit schmiedeeisernem Geländer, im Inneren Kreuzgratgewölbe und Pfeiler. | 09229301 |
|                                         | Wohnhaus mit vorgelagertem Altan in halboffener Bebauung | Markt 15 (Karte) | Um 1832 | Putzbau mit charakteristischen Dachgaupen, als Teil der Marktplatzbebauung baugeschichtlich und städtebaulich von Bedeutung. Dreigeschossiger Putzbau, Krüppelwalmdach mit sechs gestaffelte Gaupen, Werkstein-Fenstergewände, Sohlbänke im zweiten Obergeschoss, vorgelagerter Altan mit Ladeneinbau (Gründerzeit), Werkstein-Einrahmung. | 09229302 |
|                                         | Wohnhaus in geschlossener Bebauung und Ecklage | Marktstraße 2 (Karte) | Um 1832 | Straßenbildprägender Putzbau mit charakteristischen Dachgaupen, baugeschichtlicher und städtebaulicher Bedeutung. Dreigeschossiges Eckhaus, Hanglage, Walmdach, gestaffelte Gaupen, Werkstein-Fenstergewände. | 09229289 |
| Direkt Bild zu diesem Denkmal hochladen | Wohnhaus (ehemals Post) mit rückwärtigen Gebäuden in Ecklage und geschlossener Bebauung | Marktstraße 2a (Karte) | Um 1832 | Markanter Putzbau mit Krüppelwalmdach, baugeschichtlich und städtebaulich von Bedeutung. Walmdach, zwei Hechtgaupen, ein Hintergebäude (zu Marktstraße 4 gehörig) mit Fachwerk. | 09229287 |
| Direkt Bild zu diesem Denkmal hochladen | Wohnhaus in geschlossener Bebauung | Marktstraße 4 (Karte) | Nach 1830 | Mit Laden, Putzbau mit biedermeierlicher Fassadengestaltung, baugeschichtlich und städtebaulich von Bedeutung. Zweigeschossig, vier Achsen, mittlere Fenster mit waagerechter Fensterverdachung, ehemalige Kräutergewölbe, Satteldach. | 09229740 |
| Direkt Bild zu diesem Denkmal hochladen | Gedenkstein für Curt Pötscher | Michael-Meurer-Straße 8 (bei) (Karte) | Nach 1945 | Geschichtlich von Bedeutung. Grob behauener Naturstein mit Inschrift „kämpfte gegen den Faschismus, ermordet 1943“, schmucklos. | 09229323 |
| Direkt Bild zu diesem Denkmal hochladen | Südwestliches Wohnstallhaus eines ehemaligen Vierseithofes | Mittelstraße 11 (Karte) | Um 1800 | Obergeschoss Fachwerk, Giebel verkleidet, baugeschichtlich von Bedeutung. Steiles Satteldach, Giebel verschiefert, Erdgeschoss verändert. | 09229475 |
| Direkt Bild zu diesem Denkmal hochladen | Nördliche Scheune eines Dreiseithofes | Mittelstraße 49 (Karte) | 19. Jahrhundert | Fachwerkbauweise, baugeschichtlich von Bedeutung. Fachwerk im Obergeschoss und im Erdgeschoss. Zum Hof gehöriges Wohnhaus (massiv) und stark verändertes Seitengebäude ohne Denkmalwert. | 09229474 |
| Weitere Bilder                          | Wohnhaus in halboffener Bebauung | Mittweidaer Straße 5 (Karte) | Um 1832 | Schlichter Putzbau mit klassizistischem Portal, baugeschichtlich und städtebaulich von Bedeutung. Krüppelwalmdach, zwei Gaupen, Werkstein-Fenstergewände, T-Sprossen-Fenster mit weiterer Glasteilung. | 09229305 |
| Weitere Bilder                          | Wohnhaus in geschlossener Bebauung | Mittweidaer Straße 7 (Karte) | Bezeichnet mit 1835 | Qualitätvoller Bau mit biedermeierlicher Fassade, baugeschichtlich und städtebaulich von Bedeutung. Dacherker, Zwillingsfenster, Gurt- und Fensterbankgesims, Biedermeier-Haustür, Holzpflaster im Durchgang zum Unteren Stadtgraben. | 09229282 |
| Weitere Bilder                          | Wohnhaus mit zwei Hintergebäuden in geschlossener Bebauung | Mittweidaer Straße 11 (Karte) | Bezeichnet mit 1832 | Wohnhaus Putzbau mit Zwerchhaus, baugeschichtlich und städtebaulich von Bedeutung. Mansarddach, Zwerchhaus, Dreiecksgiebel, Fenstergewände und Portal aus Werkstein, teilweise Kreuzstockfenster im Obergeschoss. | 09229283 |
| Weitere Bilder                          | Türportal und Haustür eines Wohnhauses | Mittweidaer Straße 15 (Karte) | Um 1832 | Portal in Form einer Ädikula mit ausgewöhnlich reich verziertem Türblatt, handwerklich-künstlerisch von Bedeutung, Rest eines Türportals. Wohnhaus nachträglich verändert, ohne Denkmalwert. | 09229372 |
|                                         | Wohnhaus in geschlossener Bebauung | Mittweidaer Straße 18 (Karte) | Bezeichnet mit 1832 | Schlichter Putzbau, baugeschichtlich und städtebaulich von Bedeutung. Zweigeschossig, massiv, Satteldach, Hechtgaupe, Fenster- und Türgewände aus Werkstein. | 09229284 |
| Weitere Bilder                          | Wohnhaus in geschlossener Bebauung | Mittweidaer Straße 22 (Karte) | Bezeichnet mit 1833 | Breit gelagerter Putzbau mit originalem Türportal im Bierdermeierstil, baugeschichtlich und städtebaulich von Bedeutung. Zweigeschossig, massiv, Kopfbau, Krüppelwalmdach, zwei gestaffelte Hechtgaupen, Biedermeier-Haustüre, Fenstergewände und Türstock aus Porphyr, Lage an der Straßengabelung (Giebel zum Dammplatz sichtbar). | 09229281 |
|                                         | Türportal und Haustür eines Wohnhauses | Mittweidaer Straße 25 (Karte) | Bezeichnet mit 1833 | Klassizistisches Portal mit originalem Türblatt im Stil des Biedermeier, handwerklich-künstlerisch von Bedeutung, Datierung am Türstock | 09229738 |
|                                         | Wohnhaus in geschlossener Bebauung | Mittweidaer Straße 26 (Karte) | Bezeichnet mit 1800 | Schlichter Putzbau mit klassizistischem Portal, baugeschichtlich und städtebaulich von Bedeutung. - Wohnhaus: Biedermeier-Tür am Vorder- und Hintereingang, Porphyr-Fenstergewände, im Erdgeschoss verändert, Verbinder: Fachwerk im Obergeschoss verputzt - Hintergebäude: Kreuzstockfenster (achtteilig), Fensterläden im Erdgeschoss, Giebel verschiefert | 09229280 |
| Direkt Bild zu diesem Denkmal hochladen | Türportal und Haustür eines Wohnhauses | Mittweidaer Straße 27 (Karte) | Bezeichnet mit 1837 | Klassizistisches Portal mit originalem Türblatt im Stil des Biedermeier, handwerklich-künstlerisch von Bedeutung. Datierung am Türstock, zweiflügelige Haustür mit Oberlicht, auf Türstock Darstellung eines Posthorns. | 09229737 |
|                                         | Wohnhaus mit angebautem Torhaus in geschlossener Bebauung | Mittweidaer Straße 28 (Karte) | Bezeichnet mit 1833 | Schlichter Putzbau mit klassizistischem Portal, baugeschichtlich und städtebaulich von Bedeutung. Krüppelwalmdach, Biedermeier-Haustür, Torhaus mit Dachgarten (Eisengeländer) und Biedermeier-Haustür. | 09229279 |
| Weitere Bilder                          | Wohnhaus mit nordwestlichem Anbau und zwei Nebengebäuden sowie Stützmauer und Einfriedung | Mittweidaer Straße 35 (Karte) | Bezeichnet mit 1811, im Kern (Wohnhaus); bezeichnet mit 1811 (Nebengebäude); um 1836 (Verbinderbau zwischen Vorder- und Rückgebäude); bezeichnet mit 1906 (Wohnhaus)                  | Repräsentatives Bürgerhaus, im Kern barock, zu Beginn des 20. Jhs. Überprägung in neobarocker und Jugendstilformensprache, baugeschichtlich, städtebaulich und straßenbildprägend von Bedeutung. - Vordergebäude: zweigeschossig, massiv, barocker Kern, Mansardwalmdach, im Flurbereich Malereien (Ende 19. Jahrhundert), Türen mit geätzten Glasscheiben, barockes Treppenhaus (Ende 19. Jahrhundert überformt), Verbindungsbau mit Arkaden - Rückgebäude: Gewölbe und Treppenhaus, Obergeschoss Neubau | 09229277 |
| Direkt Bild zu diesem Denkmal hochladen | Villa | Mittweidaer Straße 44 (Karte) | 1903 | Ehemalige Villa des Fabrikanten Büschel im Schweizer Stil in sehr gutem Originalzustand von baugeschichtlicher Bedeutung. 1903 für den Mitinhaber der in Hainichen ansässigen Firma Stein, den Fabrikanten Paul Büschel aus Crumbach, erbautes Wohnhaus (Villa). Für den Entwurf und die Bauausführung waren die Baumeister Jost und Fischer aus Crumbach / Hainichen verantwortlich. Der zweigeschossige Putzbau mit Natursteinsockel erhebt sich über einem unregelmäßigen Grundriss. Wichtige Gestaltungselemente bilden die Werksteineinfassungen der Fenster sowie das Zierfachwerk am Giebel bzw. am turmartigen Abschluss des Eckerkers. Bemerkenswert sind die bauzeitlichen Fenster sowie die zeitgleich entstandene Haustür, welche lediglich nach außen versetzt wurde. Das gleiche gilt auch für das große dreiteilige, höhenversetzt angeordnete Treppenhausfenster mit Glasätzungen. Im Inneren blieben alle Zimmertüren, teils Doppeltüren, einige Stuckrosetten an den Decken und Kachelöfen sowie die dreiläufige Holztreppe erhalten. Das Haus dokumentiert gerade auf Grund seiner Authentizität die Architekturauffassungen seiner Entstehungszeit in exemplarischer Weise. Zugleich wird der Bau zum Zeugnis des Bauhandwerks jener Zeit. Der Denkmalwert ergibt sich danach aus der baugeschichtlichen Bedeutung des Hauses. - Vordergebäude: zweigeschossig, massiv, barocker Kern, Mansardwalmdach, im Flurbereich Malereien (Ende 19. Jahrhundert), Türen mit geätzten Glasscheiben, barockes Treppenhaus (Ende 19. Jahrhundert überformt), Verbindungsbau mit Arkaden - Rückgebäude: Gewölbe und Treppenhaus, Obergeschoss Neubau | 09305527 |
| Direkt Bild zu diesem Denkmal hochladen | Straßenbrücke über die Kleine Striegis | Mittweidaer Straße 56 (neben) (Karte) | Um 1850 | Dreijochige Natursteinbrücke von geschichtlicher Bedeutung. Teilweise verputzt, gebogene Fahrbahn, leicht abgewinkelt im Grundriss, Fahrbahnüberbau erneuert. | 08967705 |
| Weitere Bilder                          | Wohnhaus in offener Bebauung | Mittweidaer Straße 60 (Karte) | Um 1700 | Obergeschoss Fachwerk, baugeschichtlich von Bedeutung. Satteldach, Fachwerk im Obergeschoss und im Giebel (verblattete Kopfbänder), Giebelspitze verbrettert. | 09229494 |
| Direkt Bild zu diesem Denkmal hochladen | Ehemalige Crumbacher Schule, heute Doppelwohnhaus in offener Bedeutung | Mittweidaer Straße 66, 68 (Karte) | 2. Hälfte 19. Jahrhundert | Schlichter Putzbau mit klassizistischem Portal und Drillingsfenster im Giebel, bau- und ortsgeschichtlich von Bedeutung. Zweigeschossiger Putzbau, Satteldach, Attikageschoss, Porphyr-Fenstergewände, zwei Eingänge mit Porphyr-Türstöcken, vorgelagerten Porphyrstufen und gleichen zweiflügligen Haustüren mit Oberlicht, Inschrift am rechten Türsturz: „Schule Crumbach“. | 09229491 |
| Direkt Bild zu diesem Denkmal hochladen | Wohnstallhaus eines Bauernhofes | Mittweidaer Straße 76 (Karte) | Bezeichnet mit 1825 | Obergeschoss Fachwerk verputzt, Giebel verschiefert, baugeschichtlich von Bedeutung. Steiles Satteldach, Giebel verschiefert, Biedermeier-Haustür, teilweise Kreuzstockfenster im Erdgeschoss, im Hausflur Gewölbe (Böhmische Kappe), Kreuzgratgewölbe mit Säulen im Stallteil, im Kern älter als 1825. | 09229490 |
| Direkt Bild zu diesem Denkmal hochladen | Seitengebäude (Nr. 80c) eines Dreiseithofes | Mittweidaer Straße 80c (Karte) | Im Schlussstein der Tordurchfahrt bezeichnet mit 1841 | Fachwerkbau, bau- und heimatgeschichtlich von Bedeutung. - Seitengebäude: große Tordurchfahrt mit bezeichnetem Schlussstein, Satteldach, Obergeschoss verschiefert, Erdgeschoss Bruchsteinmauerwerk, moderne Einscheibenfenster im Obergeschoss - Ehemals denkmalgeschütztes Wohnstallhaus Mittweidaer Straße 80a (zwischen 2017 und 2023 aus der Denkmalliste gestrichen): Satteldach, Obergeschoss hofseitig verbrettert, rückseitig verschiefert, Giebel verbrettert, Fenster- und Türgewände aus Werkstein, alte Fenster im Obergeschoss, Stallteil durch Ladeneinbau (um 1990) verändert | 09229489 |
| Direkt Bild zu diesem Denkmal hochladen | Villa und zwei Toreinfahrtspfeiler | Mittweidaer Straße 84 (Karte) | Um 1905 | Zeittypischer Putzbau mit Schwebegiebel, baugeschichtlich von Bedeutung. Krüppelwalmdach, Seitenrisalit, Schwebegiebel, verzierte Fenstergewände, Fenster teilweise original erhalten, Gesimse, Torpfeiler erhalten. | 09229488 |
| Direkt Bild zu diesem Denkmal hochladen | Westliches Wohnstallhaus eines Vierseithofes | Mittweidaer Straße 86 (Karte) | Um 1800 | Obergeschoss Fachwerk, Giebel verschiefert, baugeschichtlich von Bedeutung. Krüppelwalmdach, Giebel zur Straße verschiefert, Fenster- und Türgewände aus Werkstein. | 09229487 |
| Direkt Bild zu diesem Denkmal hochladen | Westliches Wohnstallhaus eines ehemaligen Vierseithofes | Mittweidaer Straße 95a (Karte) | Um 1800 | Obergeschoss Fachwerk verbrettert, baugeschichtlich von Bedeutung. Satteldach, Fenster- und Türgewände aus Porphyr, Giebel sehr kaputt, war ursprünglich verschiefert, jetzt unterliegende Verbretterung sichtbar | 09229493 |
| Weitere Bilder                          | Transformatorenhaus | Mittweidaer Straße 103 (neben) (Karte) | Um 1910 | Zeugnis für Elektrifizierung des Ortes, technikgeschichtlich von Bedeutung | 09229485 |
| Weitere Bilder                          | Denkmal für die Gefallenen des Ersten Weltkrieges des Stadtteils Crumbach | Mittweidaer Straße 103 (neben) (Karte) | 1921–1922 | Ortsgeschichtlich von Bedeutung. Schlichter Stein aus Rochlitzer Porphyrtuff mit Adlerdarstellung und Inschrift. Zwischen 2021 und 2023 vom bisherigen, nur schwer zugänglichen Standort mit den Koordinaten 50.978733 / 13.108846 umgesetzt und aufgearbeitet. | 09229498 |
| Direkt Bild zu diesem Denkmal hochladen | Wohnhaus in offener Bebauung | Mittweidaer Straße 105 (Karte) | 2. Hälfte 19. Jahrhundert | Schlichter Putzbau, städtebaulich von Bedeutung. Vorkragendes Satteldach, Mittelrisalit mit Dreiecksgiebel, Porphyr-Fenstergewände, Rundfenster und Schnitzwerk im Giebel sowie im Frontgiebel, T-Fenster mit weiterer Glasteilung, seitlich Vorhäuschen. | 09229484 |
| Direkt Bild zu diesem Denkmal hochladen | Ehemaliges Spinnereigebäude (Brüderstraße 6) mit angebautem Seitengebäude und Hinterhaus (Mühlgraben 1c) | Mühlgraben 1c (Karte) | 1844 | Später Wollwarenfabrik mit Wohn-, Produktions- und Lagergebäuden, heute Wohnhaus, authentisch erhaltenes Gebäudeensemble von geschichtlicher Bedeutung. - Hinterhaus: sehr guter Originalzustand, zweigeschossiger Putzbau über rechteckigem Grundriss mit Satteldach, im Erdgeschoss Fenstergewände und Türportal aus Bauzeit erhalten, ebenso Haustüren, im Inneren Fensterlaibungen mit Korbbögen, offensichtlich 1844 als Färbereigebäude mit eingebautem Arbeitslokal gebaut, allerdings werden 1834 im Brandkataster sowohl das Hintergebäude als auch das Seitengebäude aufgeführt, so dass die ebenfalls im Brandkataster genannte Neuerrichtung dieser Gebäude im Jahre 1844 unter Einbeziehung der um 1834 errichteten Vorgängerbauten erfolgte. | 08967651 |
| Weitere Bilder                          | Kellerbrunnen: Brunnenanlage mit der Büste Friedrich Gottlob Kellers und zwei Flachreliefs | Mühlstraße (Karte) | 1908 | Friedrich Gottlob Keller, Erfinder des Holzschliffs, geschichtlich und künstlerisch von Bedeutung. Flachreliefs: links, Keller betrachtet die Wespen, rechts, Keller beim Prüfen erster Papierproben. Erneuerung der im Zweiten Weltkrieg eingeschmolzenen Bronzebüste von Joachim Stenker und der Bronzereliefs in Muschelkalk, bzw. Gusseisen (1952). | 09229346 |
| Direkt Bild zu diesem Denkmal hochladen | Wohnhaus mit rückwärtigem Nebengebäude in halboffener Bebauung | Mühlstraße 4 (Karte) | Um 1800 | Obergeschoss Fachwerk verputzt, baugeschichtlich und städtebaulich von Bedeutung. - Wohnhaus: Satteldach, Fachwerk im Giebel, im Obergeschoss Fachwerk verputzt, vorgelagerte Eingangstreppe, Ladeneinbau um 1900, Klappläden im Erdgeschoss - Seitengebäude: Satteldach, Fachwerk im Obergeschoss, Werksteingewände | 09229430 |
|                                         | Fabrikgebäude (Turmbau, ehemalige Verbandsstoffe-Fabrik) | Neubau 2 (Karte) | 2. Hälfte 19. Jahrhundert | Heute Wohnhaus, Putzbau des 19. Jahrhunderts mit markantem Turm an der nördlichen Schmalseite, Überformung der Fassade mit Art-déco-Elementen, bau- und ortsgeschichtlich von Bedeutung. Turm mit Rundbogenfenster und Walmdach, Gurt- und Fensterbank-Gesims, Dreiecksgiebel über den Fenstern im ersten Obergeschoss, Putznutungen im Erdgeschoss, Graupelputz, Portalgestaltung mit originaler Haustür. | 09229453 |
| Direkt Bild zu diesem Denkmal hochladen | Wohnhaus in geschlossener Bebauung | Neubau 21 (Karte) | Um 1860 | Schlichter Putzbau mit klassizistischem Portal, städtebaulich von Bedeutung. Satteldach, Werkstein-Fenstergewände und -Türstock, T-Fenster (einige mit geteiltem Oberlicht), Klappläden im Erdgeschoss, originale Haustür. | 09229451 |
| Direkt Bild zu diesem Denkmal hochladen | Haustür und Türportal eines Wohnhauses | Neumarkt 2 (Karte) | Nach 1852 | Klassizistisches Portal mit originalem Türblatt, handwerklich-künstlerisch von Bedeutung. Gebäude dreigeschossig, flaches Satteldach, Fenster- und Türgewände aus Porphyr, holzsichtige Haustür, Kreuzstockfenster. | 09229312 |
| Weitere Bilder                          | Wohnhaus in geschlossener Bebauung | Neumarkt 8 (Karte) | Um 1800 | Spätbarocker Putzbau mit Segmentbogenportal und Krüppelwalmdach mit Schleppgaupe, baugeschichtlich von Bedeutung. Krüppelwalmdach, liegende Schleppgaupe, im Erdgeschoss Fenstergewände und Stichbogenportal mit Schlussstein aus Werkstein. | 09229316 |
| Weitere Bilder                          | Wohnhaus in halboffener Bebauung | Neumarkt 9 (Karte) | Um 1900 | Stattlicher Putzbau mit Jugendstilfassade, baugeschichtlich und städtebaulich von Bedeutung. Dreigeschossiger Putzbau mit flachem, übergiebeltem Mittelrisalit, Natursteinsockel, Jugendstildekor, Satteldach, Dachgaupen. | 09229321 |
| Weitere Bilder                          | Gasthof „Zur Post“ mit seitlichem Stallgebäude und verbindendem Anbau | Neumarkt 10 (Karte) | 1. Hälfte 19. Jahrhundert | Im Kern spätbarocker Putzbau, bau- und ortsgeschichtlich von Bedeutung. - Gasthof im Erdgeschoss: vier Achsen, zweigeschossig, großer Dachausbau, zweiflügelige Haustür mit Oberlicht, im Kern Barock, Ende 19. Jahrhundert und um 1930 überformt, Sgraffito mit Darstellung Postkutsche und Hausbezeichnung, Satteldach. - Seitliches Stallgebäude entlang der Friedhofstraße: aus der Erbauungszeit des Haupthauses, massives Erdgeschoss, Fachwerk-Obergeschoss mit seitlichem Kammergang, Satteldach, spätere Überformungen u. a. preußische Kappen im Stallteil - Anbau in der Ecke zwischen Haupthaus und Stallgebäude: eingeschossig, massiv, Pilastergliederung und Attika | 09229314 |
| Weitere Bilder                          | Mietshaus in halboffener Bebauung | Neumarkt 11 (Karte) | Um 1900 | Markanter historistischer Putzbau mit Zierfachwerk im Zwerchgiebel, baugeschichtlich und städtebaulich von Bedeutung. Dreigeschossig, massiv, aufwändige Fenstergewände, Putzgliederung, Satteldach mit Dachgaupen, Zierfachwerk im Zwerchgiebel. | 09229322 |
| Weitere Bilder                          | Wohnhaus, südliches Hintergebäude und westliches Nebengebäude eines Hofes | Neumarkt 14 (Karte) | Um 1800 | Wohnhaus Hof- und Giebelseite Obergeschoss Fachwerk, baugeschichtlich von Bedeutung. - Wohnhaus: Satteldach, zur Straße massiv, Werksteingewände, Fachwerk im Giebel (verschiefert), Hofseite mit Fachwerk im Obergeschoss - Hintergebäude mit Stallteil: Satteldach, Fachwerk im Giebel und beidseitig im Obergeschoss, Kreuzstockfenster im Verbinder, Hofpflasterung - südliches Hintergebäude: mit Fachwerk im Obergeschoss | 09229317 |
| Direkt Bild zu diesem Denkmal hochladen | Wohnhaus in offener Bebauung | Nossener Straße 3 (Karte) | Um 1930 | Putzbau im Stil der 1930er Jahre mit hohem Walmdach, baugeschichtlich von Bedeutung. Walmdach, Dacherker mit Dreiecksgiebel, seitliche Veranda, Fensterbankgesims, Eckbetonung, originale Holzsprossenfenster (zwölffache Teilung). | 09229466 |
| Direkt Bild zu diesem Denkmal hochladen | Westliches Wohnstallhaus und nördliches Seitengebäude eines Vierseithofes | Nossener Straße 15 (Karte) | Bezeichnet mit 1833 | Beide Gebäude in Fachwerkbauweise, bau- und sozialgeschichtlich von Bedeutung. - Wohnstallhaus: Krüppelwalmdach, Fachwerk im Obergeschoss und im Giebel, Werksteingewände im Erdgeschoss - Seitengebäude: Satteldach, Fachwerk im Obergeschoss (um 1700? – eventuell ehemalige dreibogige Laube) Ein weiteres Seitengebäude und Scheune vorhanden, aber kein Denkmal. Hofpflasterung, Rinnstein. | 09229472 |
| Direkt Bild zu diesem Denkmal hochladen | Wohnstallhaus eines ehemaligen Vierseithofes | Nossener Straße 19 (Karte) | 19. Jahrhundert | Obergeschoss Fachwerk verkleidet, baugeschichtlich von Bedeutung. Satteldach, Giebel und Obergeschoss rückwärtig verschiefert, Fenster- und Türgewände aus Porphyr. | 09229471 |
| Direkt Bild zu diesem Denkmal hochladen | Wohnhaus eines Gehöfts | Nossener Straße 29 (Karte) | 19. Jahrhundert | Obergeschoss Fachwerk, baugeschichtlich von Bedeutung. Satteldach, Obergeschoss verschiefert, rückwärtig verbrettert (vermutlich Fachwerk im Obergeschoss). | 09229470 |
| Direkt Bild zu diesem Denkmal hochladen | Seitengebäude und Torbogen eines Vierseithofes | Nossener Straße 39 (Karte) | Bezeichnet mit 1815 | Seitengebäude Obergeschoss Fachwerk, bau- und wirtschaftsgeschichtlich von Bedeutung. Satteldach, Fachwerk im Obergeschoss und im Giebel, Werksteingewände, Fensterläden mit alten Beschlägen, Werkstein-Türstock mit Schlussstein. | 09229469 |
| Direkt Bild zu diesem Denkmal hochladen | Dreiseithof mit Wohnstallhaus, Seitengebäude und Scheune | Nossener Straße 47 (Karte) | 1878 | Alle Gebäude in Fachwerkbauweise, bau- und wirtschaftsgeschichtlich von Bedeutung. - Wohnstallhaus: Fachwerk im Obergeschoss, Obergeschoss und Giebel verschiefert, rückwärtig verputzt, Satteldach - Seitengebäude mit Heuboden: Obergeschoss Fachwerk, Satteldach - Scheune: Fachwerk im Obergeschoss und im Erdgeschoss, Satteldach Hof sehr schlicht und einfach, aber vollständig. | 09229467 |
| Direkt Bild zu diesem Denkmal hochladen | Drei Wohnhäuser in offener Bebauung und ein Wohnhaus in halboffener Bebauung | Obere Berghäuser 1, 2, 3, 4 (Karte) | Anfang 19. Jahrhundert | Alle Gebäude in Fachwerkbauweise, baugeschichtlich und städtebaulich von Bedeutung. Alle mit Fachwerk, Satteldach, Erdgeschoss massiv, Haus Nummer 4 und 5 zusammengebaut als Doppelhaus, dominante Lage, wichtig für Ortsbild, teilweise verschiefert. Nummer 5 Streichung 2014, nach Umbau und Sanierung kein ausreichender Denkmalwert vorhanden, Fachwerk im Obergeschoss entfernt. | 09229742 |
| Direkt Bild zu diesem Denkmal hochladen | Wohnhaus in halboffener Bebauung und Hinterhaus | Oberer Mühlgraben 14 (Karte) | 2. Hälfte 19. Jahrhundert | Wohnhaus zeittypischer Putzbau mit originaler Gliederung, baugeschichtlich von Bedeutung. Satteldach, Gurtgesims, Putznutungen im Erdgeschoss, Fenster- und Türgewände aus Porphyr, Kreuzstockfenster (sechs Scheiben). | 09229371 |
|                                         | Wohnhaus in halboffener Bebauung | Oederaner Straße 5 (Karte) | Um 1800 | Ehemalige Schmiede, Fachwerkbau von großer hausgeschichtlicher, stadtentwicklungsgeschichtlicher und städtebaulicher Bedeutung. Zweigeschossiges Gebäude, Erdgeschoss Bruchstein verputzt, Sockel nachträglich mit Fliesen verkleidet, im Erdgeschoss Fenster- und Türgewände aus Porphyr, Türportal mit waagrechtem Gebälk (vermutlich nachträglich), ursprünglich war die Tür im Erdgeschoss breiter und bildete den direkten Zugang zur Schmiedewerkstatt, Fensterläden im Erdgeschoss vermutlich spätes 19. Jahrhundert mit Lamellen im oberen Teil, Obergeschoss originales Fachwerk, teils verputzt, Giebel mit Asbestschiefern verkleidet, hintere Traufseite fachwerksichtig, Mansarddach mit drei stehende Dachfenster im Mansardteil an der hinteren Traufseite, Fachwerk zweiriegelig mit gezapften Streben, im Inneren geringe bauliche Veränderungen die im Zusammenhang stehen mit dem Umbau zum Wohnhaus: im Erdgeschoss Wandeinbau, dabei Haustür verkleinert, Toiletteneinbau, Umnutzung einzelner Räume, vereinzelt Zugänge zu Räumen zugesetzt und verlegt, z. B. wurde in der ehemaligen Küche ein Bad eingerichtet, teils originale Zimmertüren aus Bauzeit, Fensteröffnungen mit Korbbogenlaibung, die schon zum Stichbogen tendiert, das Dachgeschoss war möglicherweise von Anbeginn an schon für Wohnzwecke ausgebaut, Kehlbalkendach mit Kehlbalken und Hahnebalken. Hausgeschichte: Vermutlich nach Stadtbrand von 1832 erbaut. 1849 Baumaßnahmen am Wohnhaus – Anbau an Wohnhaus, Bauherr damals Schmiedemeister Karl-Friedrich Hilbig, Schmiedemeister. 1878 Eigentümer Graumnitz (?). 1893 Schmiedemeister Kühn. 1832 Einbau von Toiletten im Gang im Erdgeschoss. | 09229319 |
| Weitere Bilder                          | Stadtpark Hainichen (Sachgesamtheit) | Oederaner Straße 8, 10 (Karte) | 18./19. Jahrhundert | Sachgesamtheit Stadtpark Hainichen, mit folgenden Einzeldenkmalen: Villa, heute Gellert-Museum (siehe 09300424), Gärtnerhaus, Schweizerhäuschen, Pavillons (Musikpavillon, „Apotheke“, chinesischer Pavillon) und Blumenuhr (siehe 09300425), Grabmale auf dem Alten Friedhof: Grabmal Karl Werner (1839), Grabmal Julie Bertha Werner und Friedrich Julius Werner (1836), Mausoleum der Familie Werner (1842), Gedenktafel für Gefallene des Ersten Weltkrieges im Mausoleum Werner (nach 1918), Denkmal für die Gefallenen des Ersten Weltkrieges (nach 1918, vor dem Werner Mausoleum), VVN-Gedenkstein für die Opfer des Übergangslagers (KZ) im Goßberger Wald (nach 1945) und Sowjetisches Ehrenmal (siehe 09229358) sowie Steinkohlenbergwerksstollen mit Mundloch und zwei Bergkellern im Norden des Stadtparkes (siehe 092229454), dazu folgende Sachgesamtheitsteile: sämtliche Einfriedungen einschließlich Torpfeiler und ehemaligem Torhaus, ehem. Gartenwohnhaus, Thälmann-Stein, Stützmauern, Reste ehemaliger Grufthallen und Kastanien-Allee im Bereich des Alten Friedhofs (Gartendenkmal) sowie gliederndes Wegesystem mit Treppenanlagen, struktur- und raumbildende Bepflanzung, Goldfischteich, ehemalige Wasserpartie am Schweizerhäuschen und Rodelbahn im Bereich des Stadtparks; Gesamtanlage von baugeschichtlicher, landschaftsgestalterischer, ortsgeschichtlicher und bergbaugeschichtlicher Bedeutung. - Parkanlage: Julius Hermann Werner, Sohn eines Kattunfabrikanten lässt 1842–1849 einen ca. 8 ha großen, ummauerten Park mit Goldfischteich und mit Blick auf die Stadt anlegen, 1889 wird der Park zum Stadtpark, in dem Parkfeste gefeiert, Rodelbahn, Eisbahn und Skigelände und 1926 eine Wasserpartie am Schweizerhaus angelegt werden, 1912 wird der Park um das Mausoleumsgelände und um 1930 durch das Gelände des Alten Friedhofs erweitert. Ab 1929 werden die Tiergehege, 1956 eine Freilichtbühne und ein neues Parkcafé 1967/1968 errichtet, wertvoller alter Baumbestand. - Einfriedung: Reste der Bruchsteinmauer mit Steinplattenabdeckung, Torsäulen Porphyr, Torgitter fehlt, nordöstlicher Parkzugang 1912 errichtet, Torhaus als Umformergebäude (Elektrische Kirche) genutzt - Thälmann-Stein: Naturstein (roter Porphyr) mit Inschrift, im nordöstlichen Parkbereich - Mausoleum: ehemaliger Alter Friedhof im nördlichen Parkteil 1865 aufgelassen und später, vermutlich um 1930, in den Stadtpark einbezogen - Einfriedung: Bruchsteinmauer - Torpfeiler: roter Porphyr - Kastanien-Allee: zweireihig, ursprünglich gegenständig - Grufthallen: nach 1950 abgerissen, Reste der Säulen und beschädigte Grabplatte vorhanden und ehemaliger Steinkohlen-Stollen | 09229348 |
| Direkt Bild zu diesem Denkmal hochladen | Ehemaliger Steinkohlestollen sowie zwei Bergkeller an der Oederaner Straße (Einzeldenkmal der Sachgesamtheit 09229348) | Oederaner Straße 8, 10 (Karte) | 1705 | Einzeldenkmal der Sachgesamtheit Stadtpark Hainichen; bergbau- und stadtgeschichtlich von Bedeutung von Bedeutung. - Ehemaliger Steinkohlenstollen: am nördlichen Parkeingang, Schlucht mit zugeschüttetem Stolleneingang, an der rechten Seite verschüttete Höhlungen (ehemals Eingang zu Seitenstollen) - Bergkeller: an der Grenze der nördlichen Parkseite, später in den Stadtpark einbezogen | 09229454 |
| Weitere Bilder                          | Gärtnerhaus, Schweizerhäuschen, Musikpavillon, chinesischer Pavillon, sogenannte Apotheke und Blumenuhr (Einzeldenkmale der Sachgesamtheit 09229348) | Oederaner Straße 8, 10 (Karte) | 1847 (Schweizerhaus); 1883–1884 (Gärtnerei); 1905 (Musikpavillon); 1934 (chinesischer Pavillon); 1935 (Apotheke im Stadtpark)                                                         | Einzeldenkmale der Sachgesamtheit Stadtpark Hainichen; von baukünstlerischer und ortshistorischer Bedeutung. - Gärtnerhaus: Wohnhaus des Parkgärtners mit Stallteil und Wagenremise, Seitenrisalit mit Dreiecksgiebel, Erker im Obergeschoss mittig, Fenster- und Türgewände aus Porphyr, dreitorige Kumthalle (vermauert), nach 1900 Wohnung des Stadtgärtners - Schweizerhäuschen: Wohnhäuschen in offener Bebauung, vor dem Haus altes, hölzernes Park-Geländer - Pavillons: als Festbauten anlässlich der Parkfeste errichtet - „Apotheke“: kleines Holzhaus mit Walmdach, mit Ausschank von alkoholischen Getränken - chinesischer Pavillon: dreistöckige Holzpagode, gestiftet 1934 vom Seifensiedermeister Manjock - Musikpavillon: Muster in Dresden von der Firma Odorico, ab 1965 Nutzung als Voliere - Blumenuhr: Technisches Denkmal, anlässlich der 750-Jahrfeier Hainichens errichtet, Geschenk der Mitglieder der „Gellerttische“ | 09300425 |
| Weitere Bilder                          | Grabmal Karl Werner, Grabmal Julie Bertha Werner und Friedrich Julius Werner, Mausoleum der Familie Werner, Gedenktafel für Gefallene des Ersten Weltkrieges im Mausoleum Werner, Kriegerdenkmal für Gefallene des Ersten Weltkrieges (vor dem Werner Mausoleum), VVN-Gedenkstein für die Opfer des Übergangslagers (KZ) im Goßberger Wald, dem gegenüber Sowjetisches Ehrenmal/Gräberfeld, das ursprünglich auf dem Gellertplatz stand/lag (Einzeldenkmale der Sachgesamtheit 09229348) | Oederaner Straße 8, 10 (Karte) | 1836 (Grabmal J. B. und F. J. Werner); 1839 (Grabmal Karl Werner); 1842 (Mausoleum Familie Werner); nach 1918 (Kriegerdenkmal); nach 1950 (OdF-Denkmal)                               | Einzeldenkmale der Sachgesamtheit Stadtpark Hainichen auf dem alten Friedhof (heute Teil des Stadtparks); Teile des Alten Friedhofes, später in den Stadtpark einbezogen, von baugeschichtlicher und künstlerischer Bedeutung. - Mausoleumsgelände 1912 in den Stadtpark einbezogen - Mausoleum: quadratische Grufthalle aus rotem Porphyr mit Satteldach, Ecken Pilaster mit Ziertürmchen, am Giebel Aufsatz mit Kreuz, reichverziertes Rundbogenportal (holzsichtige Tür), Bleiglasfenster an der Rückfront zerstört, farbige Innenausmalung, im Inneren Gedenktafeln für die Gefallenen des Ersten Weltkrieges (Holztafeln mit eingeschnitzten Namen) - Kriegerdenkmal: Ehrenmal für die Gefallenen des Ersten Weltkrieges, Sockel mit kniendem Soldaten aus Porphyr - Grabmäler an der östlichen Mauer: Grabmal Karl Werner (1839), Grabmal Julie Bertha Werner und Friedrich Julius Werner (1836, sign. C.G. Wingrich, Bildhauer zu Leipzig), drittes Grabmal 1993 zerstört - Gedenkstein: für die Goßberger Opfer (VVN), um 1952 aufgestellt, roter Porphyr, Inschrift „Die Opfer von Goßberg mahnen“ - Sowjetisches Ehrenmal: Obelisk | 09229358 |
| Weitere Bilder                          | Villa, heute Gellertmuseum (Einzeldenkmal der Sachgesamtheit 09229348) | Oederaner Straße 10 (Karte) | 1851–1852 | Einzeldenkmal der Sachgesamtheit Stadtpark Hainichen; repräsentativer Putzbau im Stil der Neogotik, von ortshistorischer und baugeschichtlicher Bedeutung. Schlossähnliches Gebäude, neogotischer Stil, mit Glockenspiel aus Meißner Porzellan (1970), seit 1985 Gellert-Museum. | 09300424 |
|                                         | Neuer Friedhof (Sachgesamtheit) | Oederaner Straße 23 (Karte) | Nach 1865 | Sachgesamtheit Neuer Friedhof mit folgenden Einzeldenkmalen: Friedhofskapelle, Aufbahrungshalle, Samariterbrunnen, zwei Grabanlagen, vier Grabmale und Friedhofsportal (siehe 09229458), Kastanienallee (Gartendenkmal) sowie Einfriedung als Sachgesamtheitsteile; von ortshistorischer Bedeutung. - Einfriedung: Bruchsteinmauer, Abdeckplatten (Porphyr) - Erschließung: - Hauptwege: zentrale Hauptachse, Nebenwege: regelmäßiges Nebenwegesystem - Zugänge: Eingangstor aus Werkstein (Porphyr), Segmentbogen, schmiedeeisernes, zweiflügliges Ziergittertor - Allee: Kastanienallee (Aesculus hippocastanum) in der Hauptachse (Gartendenkmal) - Bodenrelief: Terrassierung der Quartiere (Plateau-Flächen), insbesondere im nördlichen Teil, Reste von gestuften Stützmauern (Trockenmauerwerk) aus Quarz, zum Teil bereits ersetzt durch Klinkermauern | 09229459 |
| Weitere Bilder                          | Friedhofskapelle, Aufbahrungshalle und Samariterbrunnen sowie zwei Grabanlagen, vier Grabmale und das Friedhofsportal (Einzeldenkmale der Sachgesamtheit 09229459) | Oederaner Straße 23 (Karte) | 1865 (Friedhofskapelle); nach 1865 (Friedhofsbestandteil); 1801 bis 1930er Jahre (Grabmal); um 1900 (Aufbahrungshalle); 1918 bis 1930er Jahre (Grabanlage)                            | Einzeldenkmale der Sachgesamtheit Neuer Friedhof; von ortshistorischer Bedeutung. - Friedhofskapelle: Historismus (Anfang der Neogotik), Dreipass und gekreuzigter Christus über dem Eingang - Portal: Porphyr, Dachreiter - Aufbahrungshalle: rote Klinker, Mittelrisalit, steinerner Aufsatz mit Kreuz (Porphyr), neue Tür - Brunnen: auf dem Neuen Friedhof, an der Rückseite der Friedhofskapelle, Darstellung des Jesus im Gespräch mit der Samariterin - Friedhofsportal: Werksteine (Porphyr), Segmentbogen, eisernes Torgitter - Grabanlagen: - Grabanlage Fischer, zum Teil stark mit Efeu überwuchert, breitgelagerte Natursteinwand mir Relief eines Getreide erntenden Mannes, im linken Bereich Plastik eines Sitzenden, 1930er Jahre - Grabanlage Wolfgang und Amalie Anderlik mit Plastik einer Schale haltenden Figur, nach 1918 - Wandgrabmal aus Rochlitzer Porphyrtuff in neogotischen Formen mit Portraitmedaillon, stark angewittert, 1. Hälfte 19. Jahrhundert - Grabmal Fanny Papsdorf mit stehender Trauernder, nach 1886 - Wandgrabmal Familie Oskar Friedrich, Ädikula mit kannelierten Säulen, 1920er Jahre - Grabmal mit hockendem Trauerndem aus Naturstein, Inschrift nicht lesbar, 1930er Jahre | 09229458 |
|                                         | Wohnhaus in halboffener Bebauung mit Hintergebäude und Gartenanlage einschließlich Brunnen | Ottendorfer Straße 1 (Karte) | Bezeichnet mit 1833 | Malerischer Putzbau mit originalem Türstock und Türblatt, straßenbildprägendes Mansarddach mit Schopf, baugeschichtlich und städtebaulich von Bedeutung. Mansarddach (ein Krüppelwalm), vier stehende Dachfenster im Mansardteil, bemalte Gardinen (Blech) an allen Obergeschoss-Fenstern, Fenstergewände und Türstock aus Porphyr, alte Haustür mit Messingklinke, Klappläden im Erdgeschoss, Weinbewuchs, große Trauerweide neben Haus. | 09229327 |
|                                         | Wohnhaus in halboffener Bebauung und Ecklage | Ottendorfer Straße 5 (Karte) | Um 1833 | Obergeschoss Fachwerk verputzt, Giebel verschiefert, baugeschichtlich von Bedeutung. Krüppelwalmdach, Hechtgaupe, Giebel verschiefert, Porphyr-Türgewände. | 09229329 |
|                                         | Wohnhaus in offener Bebauung und Garten | Poststraße 1 (Karte) | Bezeichnet mit 1843 | Wohnhaus des Fabrikanten Kirbach, Putzbau mit klassizistischem Portal und Krüppelwalmdach mit zwei Dachhechten, bau- und ortsgeschichtlich von Bedeutung. Krüppelwalmdach, zwei Hechtgaupen, originaler Putz, Fenster- und Türgewände aus Porphyr, Inschrift über der Haustür (Putzritzung), Klappläden im Erdgeschoss, vorgelagerte Steintreppe, flache Hausterrasse und Wasserbecken. | 09229360 |
|                                         | Villa mit Garten, Gartenlaube und Einfriedung | Poststraße 5 (Karte) | Am Südwestgiebel bezeichnet mit 1894 | Villa stattlicher Putzbau mit flachem übergiebeltem Mittelrisalit, bau- und stadtentwicklungsgeschichtlich von Bedeutung. - Villa: Walmdach, Mittelrisalit, neoklassizistischer Dacherker, Putznutungen, Porphyr-Fenster- und -Türgewände mit Dreiecksüberdachungen, seitlicher Eingang über Heiste - Einfriedung: Porphyr-Pfeiler, schmiedeeisernes Geländer und Tor - Obstgarten im hinteren Gartenbereich, Gartenlaube aus Holz mit quadratischem Grundriss | 09229361 |
| Weitere Bilder                          | Postgebäude und Erweiterungsbau | Poststraße 13 (Heinrich-Heine-Straße 8) (Karte) | 1893 | Zeittypischer historisierender Klinkerbau von bau- und ortsgeschichtlicher Bedeutung. - Postgebäude: zweigeschossiger roter Klinkerbau über Natursteinsockel, farbige Akzentuierung der Fassade durch gelbe Klinker, Fenster- und Türgewände aus Sandstein, Betonung der Ecke durch Turm mit hohem Walmdach - Erweiterungsbau: mit gut erhaltenem Treppenhaus aus den späten 1920er Jahren | 09229362 |
| Weitere Bilder                          | Mietshaus in geschlossener Bebauung | Poststraße 42 (Karte) | 2. Hälfte 19. Jahrhundert | Historisierender Putzbau, baugeschichtlich und städtebaulich von Bedeutung. Mansarddach, durch Pilaster betonter Mittelteil, seitlicher Erker, Dreiecks-Fensterbedachungen, zweiflügelige Haustür mit Schmuckgitter. | 09229447 |
| Direkt Bild zu diesem Denkmal hochladen | Wohnhaus in offener Bebauung | Salzstraße 11 (Karte) | Bezeichnet mit 1853 | Obergeschoss Fachwerk, baugeschichtlich von Bedeutung. Krüppelwalmdach, Fachwerk im Obergeschoss zur Straße, rückwärtig massiv (Fachwerk entfernt und neu aufgebaut), Fenster- und Türgewände aus Porphyrtuff, markante Lage im Ortsbild. | 09229473 |
|                                         | Fabrikgebäude | Schulstraße 18 (Karte) | Um 1925 | Putzbau mit Fassadengestaltung im Art-déco-Stil, bau- und ortsgeschichtlich von Bedeutung. Zweigeschossig, Mansarddach, Portal mit Dreiecksgiebel, ehemaliges Lager- und Handelsgebäude (Großhandel). | 09229424 |
|                                         | Wohnhaus in halboffener Bebauung | Spülgasse 2 (Karte) | Um 1800 | Breit gelagerter, spätbarocker Putzbau mit Krüppelwalmdach, baugeschichtlich und straßenbildprägend von Bedeutung. Zweigeschossig, Krüppelwalmdach, zwei Dachhechte, Fenster- und Türgewände aus Porphyr, markante Lage im Ortsbild. | 09229336 |
| Weitere Bilder                          | Wohnhaus in offener Bebauung | Spülgasse 12 (Karte) | Bezeichnet mit 1832 | Obergeschoss Fachwerk verputzt, Giebel verkleidet, baugeschichtlich von Bedeutung. Fachwerk-Obergeschoss verputzt, traufseitig fünf Achsen, am Türstock datiert, sehr schöne originale Haustür mit Pflanzen- und Sonnenmotiv sowie Darstellung einer Baumwurzel, zweiflügelig mit Oberlicht, Krüppelwalmdach. | 09229741 |
| Direkt Bild zu diesem Denkmal hochladen | Wohnhaus in halboffener Bebauung | Talstraße 27 (Karte) | 2. Hälfte 19. Jahrhundert | Schlichter Putzbau mit seitlichem Tordurchgang, städtebaulich von Bedeutung. Zweigeschossig, Satteldach, Fenster- und Türgewände aus Werkstein, Durchgang zur Kohlengasse. | 09229315 |
| Direkt Bild zu diesem Denkmal hochladen | Mietshaus in geschlossener Bebauung | Turnerstraße 10 (Karte) | Um 1900 | Historisierende Fassade mit markantem Zwerchhaus, baugeschichtlich und städtebaulich von Bedeutung. Dreigeschossiger roter Klinkerbau, sieben Achsen, Zwerchhaus mit Volutengiebel, Putznutungen im Erdgeschoss, zwei Kriegerköpfe unterhalb des Traufgesims. | 09229406 |
| Direkt Bild zu diesem Denkmal hochladen | Turnhalle | Turnerstraße 18 (Karte) | Im Mittelrisalit bezeichnet mit 1867 | Putzbau mit flachem, übergiebeltem Mittelrisalit an der Straßenseite und Walmdach, bau- und sozialgeschichtlich von Bedeutung. Walmdach, zur Straße Mittelrisalit und Dreiecksgiebel, Rundbogenfenster (mit Glasbausteinen zugesetzt), im Inneren Galerie, Holzdecke mit alten Turngeräten u. a. ein Rundlauf, an der Sportplatzseite kleiner, schuppenartiger Anbau mit Walmdach. | 09229457 |
| Direkt Bild zu diesem Denkmal hochladen | Kermes-Villa mit Garten und Einfriedung | Ziegelstraße 27 (Karte) | Am Nischenbogen der Ostwand bezeichnet mit 1922 | Wohnsitz des Fabrikanten Kermes, Putzbau im traditionalistischen Stil der 1920er Jahre, baugeschichtlich von Bedeutung. - Villa: Mansarddach, Mittelrisalit, Frontgiebel mit Rundbogen, Putzornamentik, Klappläden im Erdgeschoss und Obergeschoss, Holzsprossenfenster, rückwärtig zwei Balkons und Anbau einer Veranda (ca. 1940) mit Eisengeländer, seitlich Eingang mit Säulen - Einfriedung: Holzlattenzaun | 09229449 |
| Direkt Bild zu diesem Denkmal hochladen | Fabrikgebäude, sogenanntes Gifthäuschen und Einfriedung der ehemaligen Verbandsstoffe-Fabrik Kermes | Ziegelstraße 29 (Karte) | 1912 | Im Reformstil der Zeit um 1910 errichtetes stattliches Fabrikgebäude, bau- und ortsgeschichtlich von Bedeutung. - Fabrik: Mansarddach (abgewalmt), gut gegliederte Fassade, Sockelgeschoss, außer im Mansardteil sämtliche Fenster mit originaler Holzsprossenteilung (achtmal vier Scheiben, viermal vier Scheiben), gut erhaltenes Treppenhaus (Geländer, Türen, Klinken), originale Bürotüren mit Klinken, kaum Veränderungen im Inneren - Gifthäuschen (zur Einlagerung giftiger und explosiver Abfälle außerhalb des Fabrikgebäudes): Sockel Quadermauerwerk, flaches Helmdach - Einfriedung: Pfeiler und Mauer, Quadersteine, Holzlattenzaun | 09229450 |

### Ehemalige Kulturdenkmale (Hainichen)
| Bild                                    | Bezeichnung                                                        | Lage                         | Datierung                 | Beschreibung | ID       |
| --------------------------------------- | ------------------------------------------------------------------ | ---------------------------- | ------------------------- | --- | -------- |
| Weitere Bilder                          | Wohnhaus in halboffener Bebauung                                   | Am Wehr 12 (Karte)           | 1. Hälfte 19. Jahrhundert | Straßenseite Obergeschoss Fachwerk verputzt, baugeschichtlich und städtebaulich von Bedeutung. Satteldach, vermutlich Fachwerk im Obergeschoss, im Inneren und an der hinteren Traufseite sowie im Dachbereich grundlegend umgebaut, dort ist der Denkmalwert nicht mehr gegeben, lediglich die Straßentraufseite ist noch relativ original und bedeutsam für das Ortsbild. Zwischen 2018 und 2020 abgerissen.                                                                                 | 09229422 |
| Direkt Bild zu diesem Denkmal hochladen | Wohnhaus in halboffener Bebauung                                   | Brüderstraße 24 (Karte)      | 18. Jahrhundert           | Obergeschoss Fachwerk verputzt, großer baugeschichtlicher Wert. Zweigeschossiger Putzbau mit seitlich angeordnetem Eingang an der Straßentraufseite, regelmäßig angeordnete Rechteckfenster, Fenster und Tür mit Porphyrtuffeinfassungen, Hauseingang mit waagerechter Verdachung, originale Haustür, Fenster im Erdgeschoss mit Holzklappläden, Erdgeschoss massiv, Obergeschoss Fachwerk verputzt, steiles Satteldach mit Dachhecht. Zwischen 2017 und 2023 aus der Denkmalliste gestrichen. | 09300883 |
| Direkt Bild zu diesem Denkmal hochladen | Wohnhaus mit Vorgarten und Einfriedung in offener Bebauung         | Falkenauer Straße 4 (Karte)  | 2. Hälfte 19. Jahrhundert | Wohnhaus mit Vorgarten und Einfriedung in offener Bebauung | 09229482 |
| Weitere Bilder                          | Wohnhaus in halboffener Bebauung, südlicher Anbau und Nebengebäude | Oederaner Straße 2 (Karte)   | 18. Jahrhundert           | Wohnhaus schlichter Putzbau, ortsentwicklungsgeschichtlich von Bedeutung. - Wohnhaus: Satteldach, Hechtgaupe, Fenstergewände und Stichbogenportal mit Schlussstein aus Porphyr, mit ehemaliger Fleischerei, vor dem Haus flache Terrasse mit Pflasterung, dem Eingang vorgelagerte Porphyrstufe - seitlicher Anbau: Straßenlage, Satteldach, massiv, Fenster- und Türgewände aus Porphyr - Nebengebäude: Pultdach, Fachwerk im Obergeschoss 2023 oder 2024 aus der Denkmalliste gestrichen.    | 09229318 |
| Direkt Bild zu diesem Denkmal hochladen | Wohnhaus in offener Bebauung                                       | Unterer Mühlgraben 6 (Karte) | 1. Hälfte 19. Jahrhundert | Obergeschoss Fachwerk verschiefert, baugeschichtlich von Bedeutung. Satteldach, ein Giebel verschiefert, ein Giebel Sichtfachwerk, Straßenseite Obergeschoss Fachwerk verschiefert, Kreuzstockfenster im Erdgeschoss. Zwischen 2009 und 2016 abgerissen. | 09229445 |

## Bockendorf
| Bild                                    | Bezeichnung | Lage                         | Datierung | Beschreibung | ID       |
| --------------------------------------- | --- | ---------------------------- | --- | --- | -------- |
| Weitere Bilder                          | Kirche mit Ausstattung und Kirchhof sowie umgebende Einfriedungsmauer mit Torhaus                                              | Hauptstraße (Karte)          | 15. Jahrhundert (Kirche); um 1500 (Kirchhofstorhaus); Anfang 19. Jahrhundert (Kanzelaltar); 1914 (Orgel und Orgelprospekt)     | Ehemalige Wehrkirche, Saalkirche mit geradem Chorabschluss, bau- und ortsgeschichtlich von Bedeutung. - Kirche (ehemalige Wehrkirche, 1831/32 heutige): Saalkirche mit geradem Chorabschluss erbaut, Walmdach mit Dachreiter (Westen), hohe Rundbogenfenster, Putzfassade mit Lisenengliederung, an Gewänden Porphyrstein, Emporensaal - Kirchhof: umgeben von Bruchsteinmauer, hohes Torhaus mit Krüppelwalm, Rest der Wehrkirchenanlage | 08961806 |
| Direkt Bild zu diesem Denkmal hochladen | Wohnstallhaus, zwei Seitengebäude und Scheune eines Vierseithofes                                                              | Hauptstraße 7 (Karte)        | 1858 | Alle Gebäude in Fachwerkbauweise, einer der wenigen komplett erhaltenen Höfe im Ort, baugeschichtlich, sozialgeschichtlich, wirtschaftsgeschichtlich und ortsbildprägend von Bedeutung. - Wohnstallhaus und Seitengebäude: massives Erdgeschoss, teils Porphyrgewände, Obergeschoss Fachwerk, die Giebel verkleidet, teils alte Fenster, Krüppelwalmdach - Scheune: Fachwerk mit Drempel | 08961809 |
| Direkt Bild zu diesem Denkmal hochladen | Häusleranwesen | Hauptstraße 12 (Karte)       | Anfang 18. Jahrhundert | Obergeschoss Fachwerk, bau- und hausgeschichtlich von Bedeutung. Massives Erdgeschoss, profilierter Türsturz, auf vier Seiten einriegeliges Fachwerk, Kopfband, recht kräftige Ständer, rückseitig Anbau unter Frackdach. | 08961810 |
| Direkt Bild zu diesem Denkmal hochladen | Östliches Pfarrhaus (Nr. 19), südliches Seitengebäude (Nr. 19) und nördliches Wohnhaus (Nr. 21) eines Pfarrhofes (Vierseithof) | Hauptstraße 19, 21 (Karte)   | Mitte 19. Jahrhundert (Pfarrhaus und Seitengebäude); 2. Hälfte 19. Jahrhundert (Wohnhaus)                                      | Bau- und ortsgeschichtlich von Bedeutung. - Pfarrhaus (Nummer 19): zweigeschossiger Putzbau mit Werksteingewänden, Kranzgesims, Krüppelwalmdach - südliches Seitengebäude (zu Nummer 19): Erdgeschoss verputzt, Porphyrgewände, Obergeschoss Fachwerk, Ladeluke, Krüppelwalmdach - nördliches Wohnhaus (Nummer 21): Erdgeschopss verputzt, Porphyrgewände, Winterfenster, Obergeschoss Fachwerk verputzt, Giebel massiv | 08961812 |
| Direkt Bild zu diesem Denkmal hochladen | Südliches Seitengebäude mit Schuppenanbau und Scheune eines Vierseithofes                                                      | Hauptstraße 22 (Karte)       | Mitte 19. Jahrhundert (Seitengebäude); 1906 (Scheune)                                                                          | Weitgehend original erhaltene bäuerliche Wirtschaftsgebäude in regionaltypischer Fachwerkbauweise, Teil der historischen Kernbebauung in Nachbarschaft zur Dorfkirche, bau- und heimatgeschichtliche Bedeutung. - Scheune: nur Drempel, Fachwerk, Einfahrt, 1906 nach Brand erbaut, weitgehend original erhalten - Seitengebäude mit nachträglichem Schuppen zwischen Seitengebäude und Scheune: Erdgeschoss massiv, Hoftraufseite Obergeschoss Fachwerk, ein Giebel und Bereiche der abgewandten Traufseite im Obergeschoss massiv, äußeres Erscheinungsbild im Obergeschoss und Dachbereich im Wesentlichen bauzeitlich, Erdgeschoss vermutlich 19. Jahrhundert, Bauzeit vermutlich Ende 18. Jahrhundert, im Inneren im Obergeschoss originale Raumstrukturen, Kehlbalkendach mit doppelt stehendem Stuhl, Holzverbindungen teilweise geblattet, an dieses Gebäude schließt ein Schuppen aus Fachwerk an, der vermutlich nach 1900 errichtet wurde Ehemalige Denkmäler: - Wohnstallhaus: Erdgeschoss verändert, Obergeschoss weitgehend Fachwerk, verputzt/verkleidet, alte Fenstergrößen, Streichung 2009, Denkmalwert konnte nach Besichtigung im Mai 2009 nicht bestätigt werden (die baulichen Veränderungen, so z. B. die Entfernung des Fachwerks an der Hofschauseite sowie zu große Fenster rechtfertigen die Ausweisung als Kulturdenkmal nicht) - Seitengebäude (Straßenseite): Erdgeschoss massiv, Obergeschoss Fachwerk verbrettert, Ladeluken, Satteldach, 1902 erbaut, weitgehend originales Beispiel eines bäuerlichen Wirtschaftsgebäudes des beginnenden 20. Jahrhunderts, dominante Lage, Hoftraufseite zwei Garagentore als einzige wesentliche bauliche Veränderung, an der Straßentraufseite Gedenktafel für den sogenannten „Bockendorfer Propheten“ Hans Werner mit der Inschrift „In diesem Gute wohnte Hans Werner, der Bockendorfer Prophet“, Abbruch vor 2014 und Neubau, Verbleib der Gedenktafel unklar | 08961814 |
|                                         | Ehemaliger Gasthof | Hauptstraße 29 (Karte)       | Um 1870 | Gründerzeitlicher Putzbau, ortsgeschichtliche Bedeutung und straßenbildprägende Wirkung. Beachtlicher zweigeschossiger Bau, neun Achsen zur Straße, kleine Freitreppe, Fassade verputzter Bruchstein mit Porphyrgewänden, Portal mit den seitlichen Fenstern durch Bedachung betont gestaltet, originale Tür, Krüppelwalmdach. | 08961805 |
| Weitere Bilder                          | Denkmal für die Gefallenen des Ersten Weltkrieges                                                                              | Hauptstraße 29 (bei) (Karte) | Nach 1918 | Ortsgeschichtlich von Bedeutung. Werksteinverband mit eingelegter Porphyrplatte, symmetrische, gegiebelte Bekrönung. | 08961811 |
| Direkt Bild zu diesem Denkmal hochladen | Wohnstallhaus, Scheune und zwei Seitengebäude eines Vierseithofes                                                              | Hauptstraße 53 (Karte)       | Ende 18. Jahrhundert (Wohnstallhaus und Scheune); 1. Hälfte 19. Jahrhundert (Stall); 2. Hälfte 19. Jahrhundert (Seitengebäude) | Einer der letzten kompletten Höfe im Ort, bau-, sozial- und wirtschaftsgeschichtlich von Bedeutung. - Wohnstallhaus: Erdgeschoss massiv, Porphyrgewände, Stichbogenportal mit Schlussstein, Obergeschoss Fachwerk verputzt/verschiefert, originale Fenster - Nebengebäude: Erdgeschoss massiv, Obergeschoss Fachwerk verputzt/verbrettert, originale Schiebefenster - Scheune: vier Lagerkeller, Bruchstein, verputzt, zwei Tore, großes Krüppelwalmdach, Schlitzfenster, insgesamt sehr baufällig | 08961807 |
| Direkt Bild zu diesem Denkmal hochladen | Westliches Seitengebäude eines Vierseithofes                                                                                   | Schäfereistraße 3 (Karte)    | 2. Hälfte 18. Jahrhundert | Obergeschoss vorkragendes Fachwerk verkleidet, vermutlich mit Oberlaube, Seltenheitswert, baugeschichtlich von Bedeutung. Alter Baukörper mit massivem Erdgeschoss, Durchfahrt vorkragendes Fachwerk-Obergeschoss, verkleidet, vermutlich Laubengang o. ä., hölzerne Treppe. | 08961808 |

## Cunnersdorf
| Bild                                    | Bezeichnung                                                                                   | Lage                            | Datierung                                                   | Beschreibung | ID       |
| --------------------------------------- | --------------------------------------------------------------------------------------------- | ------------------------------- | ----------------------------------------------------------- | --- | -------- |
| Direkt Bild zu diesem Denkmal hochladen | Häuslerhaus                                                                                   | Am Pahlbach 7 (Karte)           | Ende 18. Jahrhundert                                        | Obergeschoss Fachwerk verputzt, wichtiger Teil der alten Ortsbebauung, baugeschichtlich von Bedeutung. Leicht erhöhte Lage, vor dem Haus Heiste, Erdgeschoss massiv, Porphyrgewände, Winterfenster, Obergeschoss Fachwerk, verputzt/verschiefert, weitestgehend originaler Bestand. | 08961785 |
| Direkt Bild zu diesem Denkmal hochladen | Südwestliches und nordöstliches Seitengebäude sowie nordwestliche Scheune eines Vierseithofes | Am Pahlbach 11 (Karte)          | 2. Hälfte 19. Jahrhundert                                   | Alle Gebäude in Fachwerkbauweise, Teil der Ortsstruktur, bau-, sozial- und wirtschaftsgeschichtlich von Bedeutung. - Scheune: Fachwerk mit Drempel, 1/3 massiv, Tore böhmisch verbrettert - südwestliches Seitengebäude: Erdgeschoss massiv, Porphyrgewände, Obergeschoss Fachwerk, Giebel verbrettert, Einfahrt - nordöstliches Seitengebäude: Erdgeschoss massiv, Garagen, Obergeschoss Fachwerk, verbrettert | 08961786 |
| Direkt Bild zu diesem Denkmal hochladen | Ehemalige Schule                                                                              | Am Steig 8 (Karte)              | 2. Hälfte 19. Jahrhundert                                   | Schlichter Putzbau, ortsgeschichtliche Bedeutung. Zweigeschossiger Massivbau, Porphyrgewände | 08961826 |
| Weitere Bilder                          | Denkmal für die Gefallenen des Ersten Weltkrieges                                             | Am Steig 17 (bei) (Karte)       | Nach 1918                                                   | Ortsgeschichtlich von Bedeutung. Porphyrmonolith auf abgeschrägtem Sockel, Bekrönung: Eisernes Kreuz. | 08961790 |
| Direkt Bild zu diesem Denkmal hochladen | Wohnstallhaus                                                                                 | Bergweg 1 (Karte)               | 1. Hälfte 19. Jahrhundert                                   | Obergeschoss Fachwerk verputzt, ortsbildprägend in der Aue gelegen, baugeschichtlich von Bedeutung. Erdgeschoss massiv, an den Langseiten Porphyrgewände, Obergeschoss rundum Fachwerk, verputzt, Giebeldreieck verkleidet, Ladeluke. | 08961787 |
| Direkt Bild zu diesem Denkmal hochladen | Portal eines Wohnstallhauses                                                                  | Cunnersdorfer Straße 5 (Karte)  | Schlussstein bezeichnet mit 1773                            | Ehemaliger Gasthof, spätbarockes Portal mit Schlussstein, handwerklich-künstlerisch von Bedeutung. Korbbogig, dreifach profiliert, Ohrung, floral umrahmter Schlussstein, seitlich zwei Tauben, Spruch: „... – in Gottes Hand die weiße Taube ...“. | 08961784 |
| Direkt Bild zu diesem Denkmal hochladen | Häuslerhaus                                                                                   | Cunnersdorfer Straße 11 (Karte) | Anfang 19. Jahrhundert                                      | Obergeschoss Fachwerk, teils verkleidet, teils verputzt, baugeschichtlich und straßenbildprägend von Bedeutung. Erdgeschoss massiv, Porphyrgewände, Obergeschoss Fachwerk, verputzt/verkleidet/verschiefert, Anbau, doppelte Biberschwanzdeckung. | 08961795 |
| Direkt Bild zu diesem Denkmal hochladen | Wohnstallhaus                                                                                 | Cunnersdorfer Straße 23 (Karte) | Um 1800                                                     | Obergeschoss Fachwerk verkleidet, bildprägend durch erhöhte Lage, Bestandteil der alten Ortsstruktur, baugeschichtlich von Bedeutung. Erdgeschoss massiv, Porphyrgewände, Obergeschoss Fachwerk, verputzt/verkleidet, originale Fenstergrößen, im Fachwerk vermutlich kaum Eingriffe. | 08961793 |
| Direkt Bild zu diesem Denkmal hochladen | Wohnhaus                                                                                      | Cunnersdorfer Straße 24 (Karte) | Bezeichnet mit 1893                                         | Putzbau mit übergiebeltem Mittelrisalit, baugeschichtlich und straßenbildprägend von Bedeutung. Zweigeschossig, fünf zu vier Achsen, flacher, gegiebelter Mittelrisalit mit schmiedeeisernem Balkon, profilierte Fensterbedachungen in den Obergeschoss. | 08961825 |
| Direkt Bild zu diesem Denkmal hochladen | Wohnstallhaus                                                                                 | Freiberger Straße 2 (Karte)     | Kern Ende 18. Jahrhundert                                   | Obergeschoss Fachwerk, weitgehend bewahrte Originalität, baugeschichtlich von Bedeutung. Stattlicher Baukörper, Erdgeschoss massiv, Porphyrgewände, Tür korbbogig, Obergeschoss drei Seiten Fachwerk, ursprünglich mit Kopfband, kräftige Ständer, Giebel verkleidet, Anbau, Krüppelwalmdach. | 08961791 |
| Direkt Bild zu diesem Denkmal hochladen | Nördliches Wohnstallhaus, zwei Seitengebäude und westliche Scheune eines Vierseithofes        | Ziegerhäuser 10 (Karte)         | 1874/1875 (Wohnstallhaus und Scheune); 1908 (Seitengebäude) | Fachwerk-Ensemble, bau- und wirtschaftsgeschichtlich von Bedeutung. - Wohnstallhaus: Erdgeschoss massiv, Porphyrgewände, Obergeschoss Fachwerk, Giebel Schiefer - Scheune: Fachwerk mit Drempel - Seitengebäude 1: Erdgeschoss massiv, Drempel-Fachwerk - Seitengebäude 2: Fachwerk, Außenseite verbrettert, vielteiliges Fenster                                                                               | 08961796 |

## Eulendorf
| Bild                                    | Bezeichnung | Lage                           | Datierung                                                                                              | Beschreibung | ID       |
| --------------------------------------- | --- | ------------------------------ | --- | --- | -------- |
| Direkt Bild zu diesem Denkmal hochladen | Westliches Seitengebäude eines Dreiseithofes                                                                       | Am Eulenbach 3 (Karte)         | 1. Hälfte 19. Jahrhundert                                                                              | Seitengebäude Obergeschoss Fachwerk verkleidet, baugeschichtlich von Bedeutung, heimatgeschichtlicher Wert. - Stallscheune: Erdgeschoss massiv, Obergeschoss Fachwerk, verkleidet, Drehflügelfenster - ehemals denkmalgeschgützte nördliche Scheune (abgerissen zwischen 2016 und 2018): mit seltener Fachwerkkonstruktion, Fachwerk verblattet, Halbe-Mann-Figur, unter dem massiven Teil Keller                                                                                           | 08961779 |
| Direkt Bild zu diesem Denkmal hochladen | Südöstliches Seitengebäude und westliche Scheune eines Vierseithofes                                               | Am Eulenbach 7 (Karte)         | Ende 18. Jahrhundert                                                                                   | Seitengebäude Obergeschoss Fachwerk verbrettert, Bestandteil der Ortsstruktur, bau- und wirtschaftsgeschichtlich von Bedeutung. - Seitengebäude: Erdgeschoss Bruchsteine, verputzt, Porphyrgewände, Obergeschoss Fachwerk, verbrettert, Schiebefenster - Scheune: teils massiv, überwiegend Fachwerk, verbrettert, großer Baukörper | 08961828 |
|                                         | Denkmal für die Gefallenen des Ersten Weltkrieges                                                                  | Am Eulenbach 10c (bei) (Karte) | Nach 1918                                                                                              | Ortsgeschichtlich von Bedeutung. Sandsteinquader auf Sockel, Relief: Schwert mit Eichenlaub, darüber Skulptur des Eisernen Kreuzes, Kugelbekrönung. | 08961781 |
| Direkt Bild zu diesem Denkmal hochladen | Südliches Wohnstallhaus, zwei Seitengebäude und westliche Scheune eines Vierseithofes sowie zwei östliche Torbögen | Am Eulenbach 13 (Karte)        | Um 1800 (Wohnstallhaus); 2. Hälfte 19. Jahrhundert (Seitengebäude und Scheune)                         | Einziger komplett erhaltener Vierseithof im Ort, alle Gebäude in Fachwerkbauweise, bau-, sozial- und wirtschaftsgeschichtlich von Bedeutung. - Wohnstallhaus: Erdgeschoss verputzt, Porphyrgewände, Obergeschoss drei Seiten Fachwerk, kräftige Ständer, originale Fenstergrößen - Scheunen: eine ganz Fachwerk mit Drempel, Drehflügelfenster, die andere nur Drempel-Fachwerk - Stallscheune: Erdgeschoss massiv, Obergeschoss Fachwerk, zwei Torbögen Porphyrtrog 2015 nicht auffindbar. | 08961782 |
| Direkt Bild zu diesem Denkmal hochladen | Nördliches und südliches Seitengebäude sowie westliche Scheune eines Vierseithofes                                 | Am Eulenbach 20 (Karte)        | Um 1870 (Seitengebäude); bezeichnet mit 1872 (Stallscheune); letztes Drittel 19. Jahrhundert (Scheune) | Regionaltypischer Bauernhof, baugeschichtlich, wirtschaftsgeschichtlich und ortsbildprägend von Bedeutung. - Scheune: Fachwerk mit Drempel, Giebel verbrettert - Seitengebäude: Erdgeschoss massiv, Porphyrgewände, Obergeschoss vier Seiten Fachwerk - Stallscheune 1: massiv, profilierte Gewände, Einfahrt, Kranzgesims Alle Gebäude saniert. | 08961783 |
| Direkt Bild zu diesem Denkmal hochladen | Häuslerhaus | Am Eulenbach 23 (Karte)        | 1. Hälfte 19. Jahrhundert                                                                              | Obergeschoss Fachwerk verputzt, zum Teil verbrettert, Bestandteil der älteren Ortsbebauung, baugeschichtlich von Bedeutung. Erdgeschoss massiv, Obergeschoss alle Seiten Fachwerk, verputzt, Giebeldreieck verkleidet. | 08961827 |
| Direkt Bild zu diesem Denkmal hochladen | Westliches Wohnstallhaus eines Vierseithofes                                                                       | Am Eulenbach 28 (Karte)        | Um 1800                                                                                                | Obergeschoss Fachwerk, baugeschichtlich von Bedeutung. Erdgeschoss massiv, Obergeschoss Fachwerk mit kräftigen Ständern, Giebel verkleidet, schlechter Bauzustand. | 08961829 |

## Falkenau
| Bild                                    | Bezeichnung                                           | Lage                        | Datierung          | Beschreibung | ID       |
| --------------------------------------- | ----------------------------------------------------- | --------------------------- | ------------------ | --- | -------- |
| Direkt Bild zu diesem Denkmal hochladen | Gasthof mit Saalanbau und Erweiterungsbau             | Döbelner Straße 11 (Karte)  | Um 1905            | Straßenbildprägender Putzbau, ortsgeschichtlich von Bedeutung. - Gasthof: traufständiger, zweigeschossiger Massivbau mit zwei Anbauten (Tanzsaal, Erweiterung), profilierte Porphyrgewände, Kranzgesims, deutsches Band, mittige Fassadengestaltung mit Pilastern und Gesims - Tanzsaal: Rundbogenfenster, Lisenen, Walmdach | 08961769 |
| Direkt Bild zu diesem Denkmal hochladen | Nördliches Seitengebäude eines Vierseithofe (Turmhof) | Ringstraße 35 (Karte)       | Laut Auskunft 1904 | Stattlicher Putzbau mit übergiebeltem Mittelrisalit und Dachreiter, Seltenheitswert, baugeschichtlich von Bedeutung. Zweigeschossiger massiver Bau, gegiebelter Mittelrisalit mit dreijochiger Kumthalle, Gurtgesims, im Risalit Drillingsfenster, Uhr, Zier-Türmchen, Dach Schiefer.                                        | 08961768 |
| Direkt Bild zu diesem Denkmal hochladen | Denkmal für die Gefallenen des Ersten Weltkrieges     | Ringstraße 39 (bei) (Karte) | Nach 1918          | Ortsgeschichtlich von Bedeutung. Überlebensgroßer Porphyrmonolith, grob behauen. | 08961766 |

## Gersdorf
| Bild                                    | Bezeichnung                    | Lage                         | Datierung                 | Beschreibung | ID       |
| --------------------------------------- | ------------------------------ | ---------------------------- | ------------------------- | --- | -------- |
| Direkt Bild zu diesem Denkmal hochladen | Wohnstallhaus                  | Chemnitzer Straße 11 (Karte) | 1. Hälfte 19. Jahrhundert | Obergeschoss Fachwerk verbrettert, Relikt der Holzbauweise, baugeschichtlich von Bedeutung. Giebelständig, Erdgeschoss Bruchstein, verputzt, Winterfenster, Porphyr-Sohlbänke, Obergeschoss Fachwerk, verbrettert, alle Fenster mit originaler Felderung, zwei massive Anbauten, einer unter Frackdach.                                                          | 08961771 |
| Direkt Bild zu diesem Denkmal hochladen | Häuslerhaus                    | Chemnitzer Straße 13 (Karte) | 2. Hälfte 18. Jahrhundert | Obergeschoss einriegeliges Fachwerk, seltene Konstruktionsart, baugeschichtlich von Bedeutung. Kopfband, Giebel verbrettert. | 08961776 |
| Direkt Bild zu diesem Denkmal hochladen | Wohnstallhaus eines Hakenhofes | Chemnitzer Straße 14 (Karte) | 1. Hälfte 19. Jahrhundert | Obergeschoss Fachwerk verkleidet, baugeschichtlich und straßenbildprägend von Bedeutung. Erdgeschoss massiv, Porphyrgewände, feldseitig Anbau in gleicher Struktur, Dach Schiefer, restauriert. | 08961774 |
| Direkt Bild zu diesem Denkmal hochladen | Wohnstallhaus                  | Chemnitzer Straße 69 (Karte) | Um 1800                   | Obergeschoss Fachwerk, bildprägend am Ortseingang gelegen, baugeschichtlich von Bedeutung. Sieben zu fünf Fensterachsen, Erdgeschoss verputztes Bruchsteinmauerwerk mit Porphyrgewänden, Obergeschoss rundum Fachwerk, die Giebel verkleidet/verschiefert, hohes Krüppelwalmdach, feldseitig massiver Anbau (zweigeschossig), einziges großes Bauernhaus im Ort. | 08961772 |

## Riechberg
| Bild                                    | Bezeichnung                                                                 | Lage                                    | Datierung                                                                                                  | Beschreibung | ID       |
| --------------------------------------- | --------------------------------------------------------------------------- | --------------------------------------- | --- | --- | -------- |
| Direkt Bild zu diesem Denkmal hochladen | Wohnhaus (über Hakengrundriss) und Seitengebäude einer ehemaligen Schmiede  | Dorfstraße 8 (Karte)                    | Um 1800 | Für das Orts- und Straßenbild elementar, bau- und ortsgeschichtlich von Bedeutung. - Wohnhaus: über Hakengrundriss: Erdgeschoss massiv, Obergeschoss Fachwerk, verputzt - neuerer Anbau: Obergeschoss Fachwerk, Dachgaupen, Mansardwalmdach - Seitengebäude: Drempel Fachwerk, daneben Sockelgeschoss der ehemaligen Volière des Rittergutes | 08961801 |
| Direkt Bild zu diesem Denkmal hochladen | Wohnstallhaus                                                               | Dorfstraße 11 (Karte)                   | Ende 18. Jahrhundert                                                                                       | Obergeschoss Fachwerk, Relikt der Holzbauweise, baugeschichtlich und ortsbildprägend von Bedeutung. Verputztes, recht hohes Erdgeschoss (Bruchsteine), Porphyrgewände, Obergeschoss Fachwerk, alte Fenstergrößen, Krüppelwalmdach. | 08961799 |
| Direkt Bild zu diesem Denkmal hochladen | Wohnhaus                                                                    | Hammermühle 3 (Karte)                   | Ende 19. Jahrhundert                                                                                       | Im Kontext mit der Hammermühle von ortsgeschichtlicher Bedeutung. Eingeschossig, massiv, Steingewände, zentraler Hauseingang, Satteldach mit Schleppgaupe. Stallanbau: 2013 Abbruch festgestellt. | 08961822 |
| Direkt Bild zu diesem Denkmal hochladen | Straßenbrücke über die Große Striegis                                       | Hammermühle 3 (bei) (Karte)             | 19. Jahrhundert                                                                                            | Bogenbrücke aus Bruchstein, baugeschichtlich von Bedeutung | 09305227 |
| Direkt Bild zu diesem Denkmal hochladen | Westliches Wohnstallhaus und südliches Seitengebäude eines Dreiseithofes    | Hammerweg 6 (Karte)                     | 2. Hälfte 18. Jahrhundert (Wohnstallhaus); 2. Hälfte 19. Jahrhundert (Seitengebäude)                       | Wohnstallhaus Obergeschoss Fachwerk verputzt, Seitengebäude Obergeschoss Fachwerk, Teil der alten Ortsstruktur, bau- und wirtschaftsgeschichtlich von Bedeutung. - Wohnstallhaus: Erdgeschoss vermutlich teils Fachwerk, verputzt, Obergeschoss Fachwerk, verputzt/verkleidet, hoch liegende Fenster, dieses Haus hat als eines der wenigen den Brand überlebt - Nebengebäude: Erdgeschoss massiv, Toreinfahrt zugesetzt, Obergeschoss und Giebel Fachwerk, flaches Satteldach | 08961818 |
| Direkt Bild zu diesem Denkmal hochladen | Häuslerhaus                                                                 | Häuserweg 8 (Karte)                     | 1. Hälfte 19. Jahrhundert                                                                                  | Teil der alten Ortsbebauung, baugeschichtlich von Bedeutung. Massives Erdgeschoss, verputzt, geringfügig verändert, Obergeschoss Fachwerk, Giebel verkleidet, Seiten verbrettert, originale Fenstergrößen. | 08961819 |
| Direkt Bild zu diesem Denkmal hochladen | Herrenhaus des ehemaligen Rittergutes und Reste des Gutsparks               | Pappelallee 15 (Karte)                  | Ende 18. Jahrhundert                                                                                       | Herrenhaus stattlicher, reich gegliederter Putzbau mit Walmdach, letztes weitgehend original erhaltenes Gebäude des Rittergutes, baugeschichtlich und ortsgeschichtlich von Bedeutung. - Herrenhaus: stattlicher, zweigeschossiger Bau, verputzt, kaum vorspringender Mittelrisalit mit Putzgliederung, Gurtgesims, hohes Krüppelwalmdach, hölzerne, verglaste Veranda, originale Haustüren erhalten, Außenwände Bruchsteinmauerwerk, Giebeldreieck und Fenstereinfassungen Ziegelmauerwerk, im Inneren schlicht und weitgehend original erhalten, im Erdgeschoss Vorhalle mit Holzvertäfelung und originaler Zwischentür sowie originalen Zimmertüren, zweiläufige schlichte Steintreppe, Gurtbögen im Treppenhaus, im Obergeschoss Fachwerktrennwände, Türen nicht erhalten – vermutlich auf dem Boden an den Bodenkammern einige Zimmertüren (Rahmenfüllungstüren) mit originalen Beschlägen, vordere Zimmer bildeten ein Enfilate – heute einige Türöffnungen zugesetzt, Fensteröffnungen mit Korbbogenlaibungen, Dachstuhl Kehlbalkendach mit liegendem Stuhl und einfach stehendem Stuhl, Holzverbindungen geblattet, unter Kehlbalken Unterzug, Bodenkammern - Gartenteile – kein Denkmal: Reste der Schmuckanlage; Lage auf dem Hof, im Westen des Herrenhauses - Erschließung: Treppe aus Klinkern in der Achse des Herrenhauses - Bodenrelief: Plateaufläche im Osten abgefangen durch eine niedrige Stützmauer aus Bruchsteinmauerwerk - Gehölze: Solitärbaum (Rosskastanie) in der Achse des Herrenhauses, je eine Eibe rechts und links der Treppe - Reste des Gartens; Lage: im Osten des Herrenhauses - Einfriedung: Einfriedungsmauer aus Bruchsteinmauerwerk - Bodenrelief: Terrassierung mit einer Gartenebene, östliche Einfriedungsmauer als Stützmauer. - Reste des Gutsparks; Lage: im Osten des Gartens - Bodenrelief: von Ost nach West ansteigender Hang, Reste einer Stützmauer an der Ost-Grenze - Gehölze: Solitärbäume (zwei Buchen, eine Hängebuche, eine Hainbuche) - Verluste: Freitreppe vom Garten zum Gutspark, Parkbäume | 08961802 |
| Direkt Bild zu diesem Denkmal hochladen | Denkmal für die Gefallenen des Ersten Weltkrieges mit zugehörigem Ehrenhain | Striegistalstraße 2 (gegenüber) (Karte) | Nach 1918                                                                                                  | Ortsgeschichtlich von Bedeutung. - Lage und Bodenrelief: Plateau mit steiler Böschung nach Nordosten zur tiefer liegenden Straße, darauf kreisförmiger Platz mit Kriegerdenkmal im Südwesten von einem Ehrenhain umgeben - Erschließung: von Nordwesten nach Südosten auf das Plateau führender ansteigender Weg, kreisförmiger Platz mit Natursteinplatten befestigt. - Kriegerdenkmal: auf dem kreisförmigen Platz im Nordosten halber Mauerring aus Bruchsteinmauerwerk mit je einem Kugelaufsatz aus Porphyr an den beiden Enden, in der Mauer gegiebelte Porphyrtafeln und zentral die Porphyrstele mit Eisernem Kreuz - Ausstattung: vier Bänke mit Natursteinsockel und Holzauflage im Südwesten des kreisförmigen Platzes - Gehölze: Solitärbäume (eine Kiefer im Südwesten in der Achse des Denkmals, eine Linde im Süden des Kreises), zwei Baumpaare (je zwei Hainbuchen im Südosten und Nordwesten des Kreises), Baumgruppen (eine Gruppe von fünf Eichen auf dem Plateau, eine Gruppe von Linde, Wildapfel, Eiche und Eberesche am Nordosten Hang im Nordwesten des Denkmals), Hecken (Hainbuchen beidseitig des Nordwesten-Weges, Rotbuchen die Fläche nach Südwesten zum Feld abgrenzend) | 08961804 |
| Direkt Bild zu diesem Denkmal hochladen | Wohnhaus                                                                    | Striegistalstraße 8 (Karte)             | 1. Hälfte 19. Jahrhundert                                                                                  | Obergeschoss Fachwerk verkleidet, entscheidend bildprägend, baugeschichtlich von Bedeutung. giebelständiger Bau, Erdgeschoss massiv, Fachwerk-Anbau, originale Fenstergrößen. | 08961823 |
| Direkt Bild zu diesem Denkmal hochladen | Wohnstallhaus, Seitengebäude und Scheune eines Dreiseithofes                | Striegistalstraße 14 (Karte)            | Anfang 19. Jahrhundert (Wohnstallhaus); bezeichnet mit 1812 (Seitengebäude); bezeichnet mit 1891 (Scheune) | Element des ursprünglichen Ortsbildes, bau- und wirtschaftsgeschichtlich von Bedeutung. - Wohnstallhaus: Erdgeschoss massiv, verändert, Obergeschoss drei Seiten Fachwerk, verbrettert/verkleidet, originale Fenstergrößen - Scheune: Fachwerk, verbrettert, auf massivem Sockel - Seitengebäude: Fachwerk, verbrettert (neu), originale Fenster | 08961820 |

### Ehemaliges Denkmal (Riechberg)
| Bild                                    | Bezeichnung                                               | Lage                 | Datierung            | Beschreibung | ID       |
| --------------------------------------- | --------------------------------------------------------- | -------------------- | -------------------- | --- | -------- |
| Direkt Bild zu diesem Denkmal hochladen | Ehemaliger Gasthof über winkligem Grundriss (Postschänke) | Dorfstraße 9 (Karte) | Ende 18. Jahrhundert | Ortsgeschichtlich von Bedeutung. Heute zweigeschossiger Massivbau, ein Giebel verbrettert, im Winkel ebenfalls zweigeschossiger Anbau. Zwischen 2017 und 2018 abgerissen. | 08961800 |

## Schlegel
| Bild                                    | Bezeichnung | Lage                                                                | Datierung                 | Beschreibung | ID       |
| --------------------------------------- | --- | ------------------------------------------------------------------- | ------------------------- | --- | -------- |
| Direkt Bild zu diesem Denkmal hochladen | Nördliches Teilbauwerk der Autobahnbrücke über die Kleine Striegis sowie über die Bahnstrecke Roßwein–Niederwiesa | (Flurstücke 107/1, 108/5, 292a, 108/1, 106/2, 108/3, 108/4) (Karte) | 1952–1953                 | Neu aufgesetzte Fahrbahn auf einer Konstruktion von natursteinverblendeten Stampfbetonpfeilern mit weiten, gemauerten Rundbögen ruhend, bau-, verkehrs- und technikgeschichtlich von Bedeutung, zudem landschaftsbildprägend. Autobahnbrücke der BAB A4, Talbrücke über die Kleine Striegis (Bauwerk 58), zwischen den Anschlussstellen Berbersdorf und Hainichen, Vorgängerbauwerk (Stahlvollwandbalkenbrücke auf vier Stahlpendelrahmen und Widerlagern in Form von mit rötlichem Mittweidaer Granit verblendeten Eisenbetonhohlkästen) 1935–1937 errichtet (Entwurf OBR Dresden), am 23. April 1945 von der Wehrmacht gesprengt, Ersatzbrückenbauwerk erst ab 1952 errichtet unter Wiederverwendung der modifizierten Widerlager und des Pfeilerfundaments IV, dabei Konstruktion aufgrund der Stahlknappheit nicht mehr aus Stahl, sondern als Bogenreihenbrücke in Form zweier Teilbauwerke mit je zehn Stampfbetonpfeilern sowie elf gemauerten Gewölben, Ansichtsflächen verblendet mit rötlichem Meißner Granit bzw. Löbejüner Porphyr, Eröffnung des nördlichen Teilbauwerks mit zwei Fahrspuren (Fahrtrichtung Karl-Marx-Stadt/Chemnitz) am 30. Dezember 1953, 1954 Einstellung der Bauarbeiten am zweiten Teilbauwerk (Fahrtrichtung Dresden) – die geplante Weiterführung des Brückenbaus unterblieb, Anfang der 1970er Jahre Erneuerung und Ausbau der fast 35 Jahre alten Ost-West-Verbindung (Fahrbahnerneuerung, Anlage von Rastplätzen), zugleich Pläne zur Erweiterung der Bestandsbrücke um das zweite Teilbauwerk (Projektierung eines parallelen, separaten Bauwerks in Form einer Betonbalkenbrücke mit schlanken Stützen an jedem zweiten Pfeiler der Bogenbrücke), kam wiederum nicht zur Ausführung, 1992/1993 Bau der Südbrücke, dafür Abbruch der drei noch 1954 errichteten Pfeiler für das nicht mehr gebaute zweite Teilbauwerk, Abbruch der Widerlager zur Schaffung der nötigen Baufreiheit für den Brückenneubau sowie 1994/1995 im Rahmen der Sanierung der Bestandsbrücke (Nordbrücke), letztere erhielt neben neuen, nunmehr begehbaren Widerlagern ebenfalls einen neuen Überbau in Form einer beidseitig ca. 5,5 m vorkragenden Spannbeton-Fahrbahnplatte. - Nordbrücke (Bestandsbauwerk mit neuer Fahrbahnplatte): Spannbetonplatte auf Bestandsbauwerk (Bogenbrücke mit zwölf Pfeilern, ursprünglich zehn Pfeiler); Länge: 311 m; Achsabstand Pfeiler: 28,36 m; Lichte Bogenweite der Rundbögen: 24,62 m - Südbrücke (Neubau von 1992/1993, kein Denkmal): einzelliger Spannbetonhohlkasten auf zwölf hohlen Stahlbetonpfeilern mit Gesamtstützweite von 357,36 m und Gesamtbreite von 19 m - Fahrbahnbreite beider Brückenbauwerke: 38,75 m mit sechs Fahrspuren zuzüglich zwei Standspuren Bestandsbauwerk trotz teilweisen Substanzverlusts durch Neubau der Widerlager und Hinzufügung einer neuen Fahrbahnplatte weiterhin von bau-, verkehrs- und technikgeschichtlicher Bedeutung, zudem landschaftsbildprägend, wenngleich seine Wirkung durch die parallel geführte Betonbrücke (Südbrücke) beeinträchtigt wird – die Gestaltung der letzteren folgt wiederum dem Entwurf aus den 1970ern für das zweite Teilbauwerk (von VEB EIBS Dresden, ehem. Entwurfs- und Ingenieurbüro Straßenwesen, kurz EIBS Dresden, die in den 1950er-Jahre-Entwurf für die Bestandsbrücke lieferten und als EIBS Entwurfs- und Ingenieurbüro Straßenwesen Dresden GmbH den Neubau der Südbrücke verantworteten). | 09244410 |
| Direkt Bild zu diesem Denkmal hochladen | Nördliches und westliches Seitengebäude (ohne Anbau) eines Vierseithofes                                          | Gutsweg 2 (Karte)                                                   | Um 1800                   | Beide Gebäude in Fachwerkbauweise, bau- und wirtschaftsgeschichtlich von Bedeutung. - nördliches Seitengebäude: zweigeschossiger Bau mit steilem Satteldach, Obergeschoss Sichtfachwerk, Erdgeschoss massiv mit neuem Fenstereinbruch - westliches Seitengebäude: Obergeschoss verbrettert, vermutlich Fachwerk darunter, Erdgeschoss massiv, mit Tor | 09244413 |
| Direkt Bild zu diesem Denkmal hochladen | Scheune eines Vierseithofes                                                                                       | Gutsweg 6 (Karte)                                                   | Ende 19. Jahrhundert      | Weitestgehend im Originalzustand erhaltenes Gebäude, Rückfassade mit Sichtfachwerk, baugeschichtlich und ortsbildprägend von Bedeutung. Fachwerkkonstruktion, Satteldach, Drempelgeschoss, zwei Scheunentore. | 09244412 |
| Direkt Bild zu diesem Denkmal hochladen | Brücke über die Kleine Striegis                                                                                   | Schlegeler Straße (Karte)                                           | Vor 1800                  | Verkehrsgeschichtlich von Bedeutung, original erhaltene bruchsteinerne Bogenbrücke. Bruchsteinerne Brücke, mit einem Rundbogen über den Fluss geführt, bruchsteinerne Brückenbrüstungen, sehr gut erhalten. | 09244409 |
| Direkt Bild zu diesem Denkmal hochladen | Häusleranwesen | Schmale Gasse 17 (Karte)                                            | Anfang 19. Jahrhundert    | Kleines Wohnhaus, auf einer Anhöhe an der Dorfstraße gelegen, auf Grund seines originalen Fachwerkobergeschosses baugeschichtlich und ortsbildprägend von Bedeutung. Zweigeschossiger Bau mit verschiefertem Satteldach, Erdgeschoss massiv, Obergeschoss zum Teil in Fachwerk, Giebelseiten hochgemauert. | 09244407 |
| Direkt Bild zu diesem Denkmal hochladen | Südöstliches Wohnstallhaus eines Vierseithofes                                                                    | Sonnenblick 2 (Karte)                                               | Bezeichnet mit 1834       | Weitgehend originales Gebäude, vermutlich mit Fachwerkobergeschoss (verputzt) und markantem Segmentbogenportal mit Schlussstein, baugeschichtlich von Bedeutung. Zweigeschossiger Bau mit verschiefertem Satteldach, Porphyrgewände im massiven Untergeschoss, Segmentbogenportal aus Porphyr, zum Teil alte Fenster. | 09244415 |
| Weitere Bilder                          | Wassermühle (Steyermühle)                                                                                         | Steyermühle 1 (Karte)                                               | Bezeichnet mit 1784       | Mahlmühle mit oberschlächtigem Wasserrad, Fachwerkbau, schönes Porphyrportal mit Schlussstein, technikgeschichtlich von Bedeutung. Wasserrad (nicht mehr in Betrieb), Mühle beeinträchtigt durch Anbauten, Porphyrportal mit Schlussstein: darauf Handwerkszeichen der Mühle und Datierung. | 09244417 |
| Direkt Bild zu diesem Denkmal hochladen | Wohnstallhaus, Seitengebäude und Scheune eines Dreiseithofes                                                      | Straße des Friedens 7 (Karte)                                       | 2. Hälfte 19. Jahrhundert | Geschlossene Anlage eines Bauernhofes in weitgehend originalem Zustand, bau- und wirtschaftsgeschichtlich von Bedeutung. - Wohnstallhaus: zweigeschossiger Bau mit Satteldach, Fachwerkobergeschoss, leichte Veränderungen im Erdgeschoss - Seitengebäude: Fachwerkbau, Erdgeschoss massiv, Satteldach - Scheune: Fachwerkkonstruktion, Satteldach | 09244416 |
| Direkt Bild zu diesem Denkmal hochladen | Westliches Wohnstallhaus eines ehemaligen Vierseithofes                                                           | Waldblick 3 (Karte)                                                 | Bezeichnet mit 1806       | Weitgehend original erhaltener Fachwerkbau, bau- und wirtschaftsgeschichtlich von Bedeutung. - Wohnstallhaus: zweigeschossiger Bau mit Satteldach, Erdgeschoss massiv, mit schönen Porphyrgewänden, Porphyrportal mit Segmentbogenabschluss und Schlussstein (bezeichnet mit 1806), Obergeschoss in Fachwerk mit Lehmgefachen, Dach und Giebelseite stark zerstört - Scheune (Streichung 2014, da vollkommen ruinös): großer Bau mit Satteldach, aus Bruchstein errichtet, mehrere Toreinfahrten mit Ziegelsegmentbögen, im Drempelgeschoss gleichmäßig senkrechte Schlitze, schönes Ziegelgesims | 09244408 |

## Siegfried
| Bild                                    | Bezeichnung   | Lage                 | Datierung                 | Beschreibung | ID       |
| --------------------------------------- | ------------- | -------------------- | ------------------------- | --- | -------- |
| Direkt Bild zu diesem Denkmal hochladen | Wohnstallhaus | Siegfried 12 (Karte) | 1. Hälfte 19. Jahrhundert | Obergeschoss zum Teil Fachwerk, eines der wenigen Beispiele der Holzbauweise, baugeschichtlich von Bedeutung. Alter Baukörper, verputztes Erdgeschoss, hangseitig eingebaut, Obergeschoss 2/3 Fachwerk, Giebel und eine Seite verbrettert, alte Fenster. | 08961816 |

## Tabellenlegende
- Bild: Bild des Kulturdenkmals, ggf. zusätzlich mit einem Link zu weiteren Fotos des Kulturdenkmals im Medienarchiv Wikimedia Commons. Wenn man auf das Kamerasymbol klickt, können Fotos zu Kulturdenkmalen aus dieser Liste hochgeladen werden:
- Bezeichnung: Denkmalgeschützte Objekte und ggf. Bauwerksname des Kulturdenkmals
- Lage: Straßenname und Hausnummer oder Flurstücknummer des Kulturdenkmals. Die Grundsortierung der Liste erfolgt nach dieser Adresse. Der Link (Karte) führt zu verschiedenen Kartendiensten mit der Position des Kulturdenkmals. Fehlt dieser Link, wurden die Koordinaten noch nicht eingetragen. Sind diese bekannt, können sie über ein Tool mit einer Kartenansicht einfach nachgetragen werden. In dieser Kartenansicht sind Kulturdenkmale ohne Koordinaten mit einem roten bzw. orangen Marker dargestellt und können durch Verschieben auf die richtige Position in der Karte mit Koordinaten versehen werden. Kulturdenkmale ohne Bild sind an einem blauen bzw. roten Marker erkennbar.
- Datierung: Baubeginn, Fertigstellung, Datum der Erstnennung oder grobe zeitliche Einordnung entsprechend des Eintrags in der sächsischen Denkmaldatenbank
- Beschreibung: Kurzcharakteristik des Kulturdenkmals entsprechend des Eintrags in der sächsischen Denkmaldatenbank, ggf. ergänzt durch die dort nur selten veröffentlichten Erfassungstexte oder zusätzliche Informationen
- ID: Vom Landesamt für Denkmalpflege Sachsen vergebene, das Kulturdenkmal eindeutig identifizierende Objekt-Nummer. Der Link führt zum PDF-Denkmaldokument des Landesamtes für Denkmalpflege Sachsen. Bei ehemaligen Kulturdenkmalen können die Objektnummern unbekannt sein und deshalb fehlen bzw. die Links von aus der Datenbank entfernten Objektnummern ins Leere führen. Ein ggf. vorhandenes Icon  führt zu den Angaben des Kulturdenkmals bei Wikidata.

## Ausführlicher Denkmaltext
1. ↑  Trinitatiskirche:

Die Trinitatiskirche entstand 1896 bis 1899 als neue Stadtkirche für Hainichen. Aufgrund des schlechten Bauzustandes der alten Stadtkirche, die unmittelbar hinter dem Rathaus auf dem heutigen Gellertplatz stand, war Ende des 19. Jahrhunderts ein Neubau notwendig geworden. Nach langem Entscheidungsweg für das Neubauvorhaben wählte man auch einen neuen Bauplatz im Erweiterungsgebiet südwestlich des Stadtkerns. Die Pläne lieferte der Architekt Gotthilf Ludwig Möckel, der zugleich mit der Oberbauleitung beauftragt wurde.

Entsprechend dem Geschmack der Zeit errichtete Möckel einen roten Klinkerbau in neugotischen Formen. Der Kirchengrundriss hat die Formen eines griechischen Kreuzes. Im Westen erhebt sich wirkungsvoll der hochaufragende Turm mit Spitzhaube. Ein ebenfalls schlanker Dachreiter betont die Mitte des Kirchenschiffs. Durch eine Restaurierung 2009-2010 mit Wiederherstellung der bauzeitlichen Ausmalung konnte das neugotische Erscheinungsbild des Innenraumes weitgehend zurückgewonnen werden. Weitgespannte Stern- und Kreuzgewölbe überspannen das als Zentralraum angelegte Kircheninnere, das in dem auf Schiff und Emporen verteilten Gestühl rund 1200 Personen Platz bietet. Mit den spitzbogigen Tragebögen, die sich im Deckenbereich schneiden und die großräumige Vierung definieren, bot Möckel eine innovative Konstruktion, die in der Fachwelt Beachtung fand. Die Bildhauerarbeit am nicht erhaltenen neugotischen Altar, an der Kanzel, Orgel und am Kirchengestühl fertigte der Doberaner Holzbildhauer Albert Kasch. Zur stimmungsvollen Wirkung des Kirchenraumes tragen auch die zahlreichen Farbglasfenster bei, die nach Entwürfen von Fritz Geiges aus Freiburg im Breisgau ausgeführt wurden. Als wichtiges Beispiel für den Kirchenbau des späten 19. Jahrhunderts und als Werk des auf diesem Gebiet vorrangig tätigen und geschätzten Architekten Gotthilf Ludwig Möckel erlangt die Trinitatiskirche baugeschichtliche und baukünstlerische Bedeutung. Zudem ist sie ein Zeugnis der Ortsgeschichte und gehört zu den stadtbildprägenden Bauten in Hainichen.

Das südöstlich der Kirche stehende Pfarrhaus wurde 1898 bis 1899 ebenfalls nach Entwurf Gotthilf Ludwig Möckels errichtet. Folglich schließt sich das zweigeschossige Gebäude in Material und Gestaltung ganz dem Kirchenbau an. Straßenseitig tritt der Bau über L-förmigem Grundriss mit seiner westlichen Giebelfront hervor. An deren großen Spitzbogenfenstern im Obergeschoss und dem Chörlein auf der Nordseite ist der dahinter liegende Gemeindesaal erkennbar. Ansonsten diente das Pfarrhaus der Gemeindeverwaltung und Wohnzwecken.

1903 gestaltete der bedeutende Gartenkünstler und Königlich Sächsische Gartenbaudirektor Max Bertram den umliegenden Kirchplatz. Dabei handelt es sich um eine Anlage im gemischten Stil der Lenné-Meyerschen Schule, die Kirche und Pfarrhaus umgibt, wobei sich die Konzeption der Kirchplatzgestaltung auch über die Heinrich-Heine-Straße hinaus in den Platzraum westlich der Kirche erstreckt. Eine Stützmauer aus rotem Klinker vermittelt den Höhensprung zwischen Grünfläche und Straßenniveau und lässt den gestalterischen Bezug zur Kirche erkennen. Ein Baumpaar aus Pyramiden-Pappeln flankiert den Turm der Kirche mit dem Westportal. Darüber hinaus ist weiterer wertvoller Altgehölzbestand a. u. Eiben, Stiel-Eiche, Weymouths-Kiefer, Rot-Buche mit Astholzrundbank sowie drei Blut-Buchen jenseits der Heinrich-Heine Straße erhalten. Eine Stiel-Eiche mit Gedenkstein (Inschrift: 1813–1913) erinnert als Gedenkbaum an das 100-jährige Jubiläum der Befreiungskriege von 1813. Der Kirchplatz mit seinen historischen Gestaltungselementen bildet mit Kirchbau und Pfarrhaus eine Sachgesamtheit im Sinn § 2 SächsDSchG, an deren Erhaltung aus baugeschichtlichen, gartengeschichtlichen und gartenkünstlerischen sowie städtebaulichen und ortsgeschichtlichen Gründen ein öffentliches Interesse besteht.